# Jean Fouquet
Cet article possède un paronyme, voir Jean Fourquet.
Pour les articles homonymes, voir Fouquet.
Jean Fouquet, né vers 1420, peut-être à Tours (France), et mort entre 1478 et 1481, probablement dans la même ville, est considéré comme l'un des plus grands peintres de la première Renaissance et le rénovateur de la peinture française du XVe siècle.
Formé dans la tradition française du gothique international, il développa un nouveau style en intégrant les fortes tonalités chromatiques du gothique avec la perspective et les volumes italiens du Quattrocento, ainsi que les innovations naturalistes des primitifs flamands. Ses chefs-d'œuvre sont le Diptyque de Melun et les miniatures des Heures d'Étienne Chevalier.
Reconnue de son temps, l'œuvre de Jean Fouquet tomba dans l'oubli jusqu'à sa réhabilitation au XIXe siècle par les romantiques français et allemands, fascinés par l'art médiéval. Elle fut définitivement revalorisée par une exposition sur les primitifs français organisée par la Bibliothèque nationale de France en 1904, qui permit de réunir et faire connaître ses travaux épars.

## Contexte historique et artistique
Durant le dernier tiers du XIVe siècle, un nouveau style pictural s'étendit en Europe à partir de la cour papale d'Avignon. Simone Martini et d'autres artistes italiens et français diffusèrent le réalisme naturaliste des peintres de l'école siennoise et le raffinement des enluminures françaises. Ce style, que l'on désignera au cours du XIXe siècle sous le nom générique de « gothique international », se développa essentiellement à Paris, Sienne, Cologne et en Bohême.
Paris, alors même que la France était plongée dans la guerre de Cent Ans, s'était converti en centre de l'enluminure européenne. Les frères de Limbourg, probablement les meilleurs miniaturistes de leur génération, travaillaient pour le duc de Berry (1340-1416), pour qui ils créèrent ce chef-d'œuvre que sont les Très Riches Heures. Le règne de Charles VI est une période d'effervescence générale pour les arts. Elle prend fin vers 1410. L'occupation de Paris par les Anglais (1419-1436) et l'exil d'une partie de la cour de France à Bourges, à la suite du dauphin Charles, marque une pause dans l'activité artistique française. Devenu roi, Charles VII parviendra, grâce au sursaut provoqué par l'équipée de Jeanne d'Arc, à reprendre Paris et à chasser définitivement les Anglais de France (1453, à l'exception de Calais). Comme son père, Louis XI préfère le Val de Loire à Paris ; il meurt au château de Plessis-lèz-Tours en 1483.
En Flandres, Jan van Eyck, devenu actif vers 1422, figure majeure de l'histoire de l'art, fut par sa manière de représenter la réalité l'un des principaux novateurs de cette période. Longtemps réputé l'inventeur de la peinture à l'huile, il fut plus certainement celui à qui elle dut son essor au cours du XVe siècle. L'emploi de l'huile comme liant permit d'obtenir des couleurs plus fluides qui, appliquées en couches successives presque transparentes, donnaient tous les dégradés de couleur et de luminosité, et rendait le détail des objets. Au travers de méthodes empiriques, les Primitifs flamands tentèrent aussi de restituer la perspective. Ils l'obtinrent grâce à la « perspective aérienne », avec des dégradés de couleur vers des gris bleutés pour les objets lointains : ce système fut théorisé par Jean Pèlerin dit Le Viator, dans son ouvrage De artificiali perspectiva, qui fut pour la peinture flamande l'équivalent du Traité d'Alberti pour l'art italien.
En effet, la même période voyait s'épanouir dans la Péninsule le Quattrocento, la première Renaissance, cet art « à la mesure de l'homme » où la perspective donnait l'illusion d'une troisième dimension. Les antécédents de ce nouveau langage se rencontraient dans sculptures de Ghiberti, della Quercia et Donatello. Ce fut à Florence, en 1427, dans le cadre de la Trinité que le peintre Masaccio, probablement en collaboration avec l'architecte Brunelleschi, résolut le problème de la perspective. Leon Battista Alberti, architecte et ami de Brunelleschi, théorisa ensuite cette solution dans son De pictura. Plus tard, à partir de 1430, Paolo Uccello, Andrea del Castagno, Piero della Francesca et Mantegna parachevèrent l'élaboration de cette nouvelle technique.

## Biographie
La documentation historique nous donne très peu d'information sur l'histoire du peintre. Moins d'une quinzaine de documents d'archives nous renseigne sur sa vie. Les historiens de l'art ont émis beaucoup d'hypothèses à ce sujet mais sans pouvoir les vérifier.

### Origines et formation

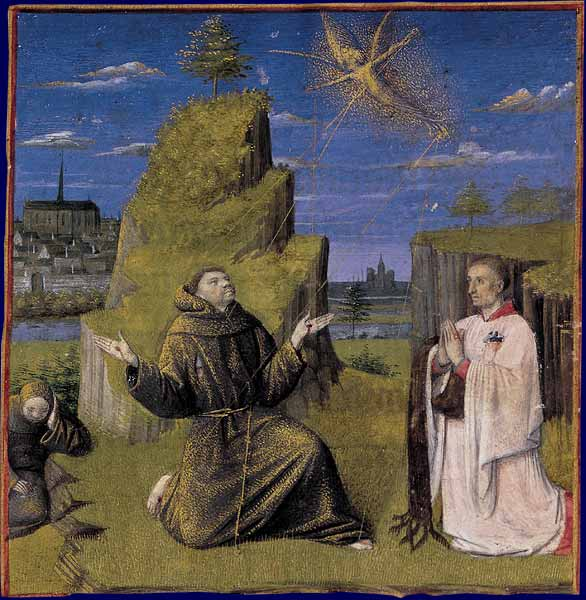
Miniature de Saint François d'Assise dans des Heures à l'usage d'Angers (BNF, NAL3211), l'une des plus anciennes œuvres de Fouquet encore conservée.

La date de naissance est totalement inconnue. Selon les biographes, son estimation varie entre 1415 et 1425 et cette naissance est traditionnellement située à Tours sans en avoir aucune preuve si ce n'est l'inscription très tardive de François Robertet dans le manuscrit des Antiquités judaïques. Un certain Jean Fouquet prêtre originaire de Tours, ayant fait un voyage à Rome et nommé curé de Bécon-les-Granits en Anjou est mentionné dans des documents datés de 1449. L'hypothèse a été émise qu'il pourrait s'agir du peintre mais d'autres éléments indiquent qu'il ne pouvait pas être clerc. Il pourrait s'agir par contre d'un membre de sa famille.
Cette absence de sources sur la jeunesse du peintre ne laisse que des conjectures sur le lieu de sa formation de peintre. La peinture tourangelle de cette époque est totalement inconnue. On a cherché des indices dans les ateliers parisiens de cette époque, alors le seul centre artistique d'importance à proximité. Mais le seul atelier majeur encore actif dans les années 1430, celui du Maître de Bedford et de son probable successeur le Maître de Dunois, est très éloigné dans son style de celui de Fouquet. Son style trouve quelques échos dans celui d'un autre maître parisien, le Maître de Boucicaut, mais celui-ci avait déjà cessé son activité à cette époque. L'historien de l'art allemand Eberhard König a émis l'hypothèse qu'il pourrait avoir été formé plutôt dans l'ouest de la France, dans l'entourage du Maître de Jouvenel dont l'activité est attestée à Angers. Le Maître de Boucicaut est justement connu pour avoir influencé plusieurs enlumineurs de l'ouest de la France, ce qui tend à confirmer une formation plutôt dans cette région. En fait, selon une autre historienne de l'art, Nicole Reynaud, l'activité de ce Maître de Jouvenel est trop tardive (années 1440-1450) pour avoir contribué à former le jeune Fouquet mais ils pourraient s'être connus et ils ont collaboré tous deux à un même manuscrit, un livre d'heures à l'usage d'Angers, daté vers 1450.

### Le séjour en Italie

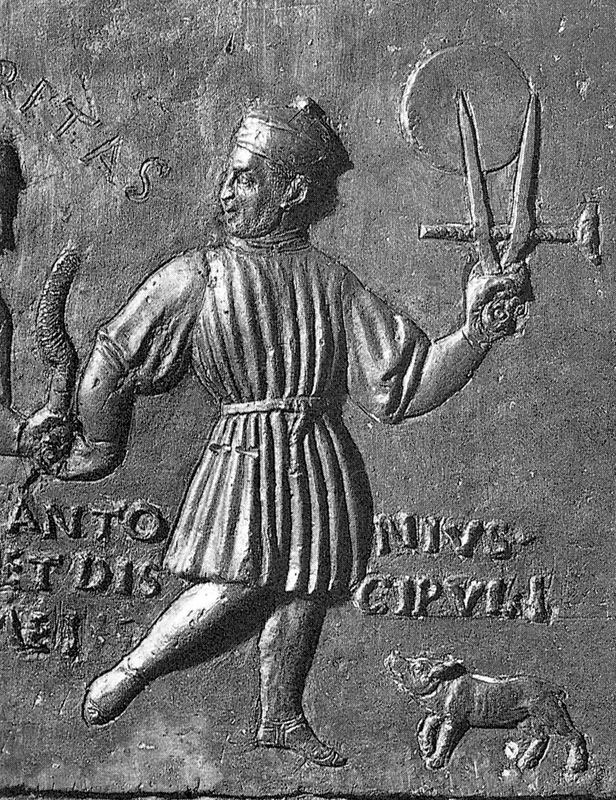
Autoportrait du Filarète et signature sur la porte de la Basilique Saint-Pierre.

Le séjour de Jean Fouquet en Italie est attesté par un passage du Traité d'architecture écrit par Le Filarète vers 1465 : en faisant la liste des « bons maîtres » sur lesquels on ne peut plus compter, il signale Jan van Eyck, Rogier van der Weyden et Fouquet le français, dont il dit qu'il ne sait pas s'il est mort mais qu'il était très doué pour dessiner d'après nature. Il signale qu'il a  peint un portrait (aujourd'hui perdu) du pape Eugène IV, qui était placé dans l'église de la Minerve à Rome. Cette indication permet de dater son séjour en Italie pendant le séjour de ce pape à Rome soit entre 1443 et 1447. D'autres témoignages plus tardifs confirment ce séjour à Rome, dont celui de Giorgio Vasari dans Le Vite. Ce portrait d'Eugène IV est connu de nos jours par une copie de Cristofano dell'Altissimo (Galerie des Offices, Florence) et une gravure datés du XVIe siècle.
À l'époque du portrait du pape, Fra Angelico réside au couvent dominicain voisin dont dépend l'église de la Minerve, appelé à Rome par le même pape Eugène IV en 1445, qui l'avait sans doute connu à Florence. Fouquet a donc probablement rencontré le maître florentin. Plusieurs historiens de l'art ont même suggéré que le peintre français pourrait avoir collaboré avec Fra Angelico dans la réalisation de ses fresques romaines. L'influence de ce dernier est nettement perceptible dans l'œuvre postérieure de Fouquet. Il est aussi vraisemblable qu'il alla à Florence, où il aurait vu le travail des grands novateurs toscans, ainsi qu'à Mantoue, où il aurait peint le Portrait du bouffon Gonella (même si cette attribution est encore discutée).

### Un peintre tourangeau à la cour
La date précise de son retour en France n'est pas connue. Les plus anciens documents qui font mention de lui datent de 1461. On fait alors appel à lui à Paris pour participer aux préparatifs des obsèques de Charles VII, mais aussi à Tours pour les préparatifs de l'entrée de Louis XI dans la ville qui n'aura finalement pas lieu. Des documents notariaux postérieurs indiquent que sa maison dans cette même ville, rue des Pucelles, a été louée dès 1448. Plusieurs autres documents prouvent sa participation à la vie municipale : son nom est inscrit dans une délibération du conseil municipal de 1469 et une astreinte au rereguet, c'est-à-dire la surveillance nocturne des remparts de la ville, en 1465. Il peint encore un dais pour l'entrée dans la ville du roi Alphonse V du Portugal en 1476. Il réalise par ailleurs des œuvres pour les élites de la ville : c'est le cas d'un tableau représentant l'Assomption, aujourd'hui disparu, pour Jean Bernard, archevêque de Tours, destiné à l'église de Candes en 1466.
Il répond aussi à des commandes d'aristocrates et de puissants du royaume. Des documents attestent de la réalisation de livres d'heures pour Marie d'Orléans en 1472, installée à Blois, mais aussi pour Philippe de Commynes en 1474. Il travaille aussi pour les financiers du roi. Il s'agit de panneaux comme le Diptyque de Melun, daté vers 1452-1458 peint pour Étienne Chevalier, trésorier de France ou le portrait de Guillaume Jouvenel des Ursins, chancelier royal (vers 1460-1465) ainsi que des manuscrits peints pour Laurent Girard, secrétaire du roi (le Boccace de Munich) et Antoine Raguier, trésorier des guerres (les Heures Raguier-Robertet).
À partir de 1459, il fut secondé dans son atelier d'enlumineur par un excellent collaborateur, nommé le Maître du Boccace de Munich, dont on suppose qu'il pourrait être un de ses fils, Louis ou François. Ceux-ci prennent sans doute progressivement une place prépondérante dans les manuscrits enluminés de l'artiste à partir de cette époque.

### Un peintre du roi
Il faut attendre 1475, vraisemblablement la mort de son prédécesseur Jacob de Litemont, pour que Fouquet soit signalé comme « peintre du roi » Louis XI, dans les archives royales, indiquant qu'il reçoit une rente de 50 livres tournois à ce titre. Son activité auprès des rois de France est pourtant plus ancienne. Le portrait de Charles VII remonte au moins aux années 1450-1455 et il participe aux travaux de peintures réalisés à l'occasion des funérailles de ce dernier en 1461. Pour son successeur, il peint en 1471 des tableaux d'armoiries à destination des chevaliers du nouvel ordre nouvellement créé, l'ordre de Saint-Michel. Il peint aussi une enluminure pour les statuts de cet ordre. En 1474, il est fait encore appel à lui avec le sculpteur Michel Colombe pour dessiner un modèle de tombeau pour le roi dans l'église Notre-Dame de Cléry, qui n'est finalement pas retenu,.
La date de son décès n'est pas plus connue. Il est encore vivant en 1478 mais le dénombrement de son héritage intervient en novembre 1481. Il intervient probablement dans sa ville de résidence, Tours.

## Technique et composition
|  |  |  |

Ses dessins étaient pensés avec soin : il connaissait les moyens techniques nécessaires pour capter l'attention du spectateur au travers d'une composition basée sur des cercles, le nombre d'or et des polygones réguliers.
Il employait habituellement un cercle central et un second qui s'inscrivait dans la moitié supérieure du cadre. On notera la relation entre les deux, et comment le premier plus général conduit au second plus particulier. On vérifie dans les deux premiers tableaux la façon dont la variation largeur/longueur influe sur les deux cercles.
Dans le premier tableau, le visage et le torse s'inscrivent dans le cercle principal, tandis que le plus petit englobe le visage et le bonnet. Dans le second, celui du roi, le grand cercle détermine la position des mains, des bras et des rideaux, tandis que le secondaire encadre le visage, le col en fourrure et le chapeau.
Le troisième tableau, la Pietà de Nouans, est horizontal, ce qui contraste avec les autres peintures de Jean Fouquet, la plupart étant verticales. Il le composa en utilisant de nouveau deux cercles, ce qui rend un effet étrange, sans doute parce que la vision du spectateur englobe plus facilement deux cercles disposés verticalement ; peut-être ignorait-il qu'elle se dirige d'abord vers la partie de droite plutôt que celle de gauche. Dans le quatrième tableau, le peintre transforme les deux cercles verticaux en un cercle unique, qui tangente le bord supérieur.

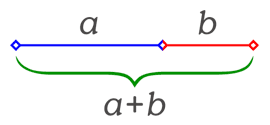
La proportion définie par a et b est dite d'extrême et de moyenne raison lorsque a est à b ce que a + b est à a. Le rapport a / b est alors égal au nombre d'or.

Quant à la proportion dorée ou nombre d'or, elle était connue depuis l'Antiquité et fut fréquemment utilisée durant la Renaissance, car elle était considérée comme la proportion parfaite.
Sa valeur est : {\displaystyle \Phi ={\frac {1+{\sqrt {5}}}{2}}\approx 1{,}618\,}.
Fouquet employait à la fois les segments dorés qui se rapportaient à la hauteur et à la largeur du cadre. Dans le second tableau, celui de Charles VII, il emploie deux segments dorés pour tracer les verticales symétriques qui délimitent le visage du roi. Dans le quatrième, il n'utilisa qu'une de ces lignes verticales pour positionner le cavalier et son cheval, ainsi qu'un des segments horizontaux pour limiter dans la zone supérieure les personnages du fond.

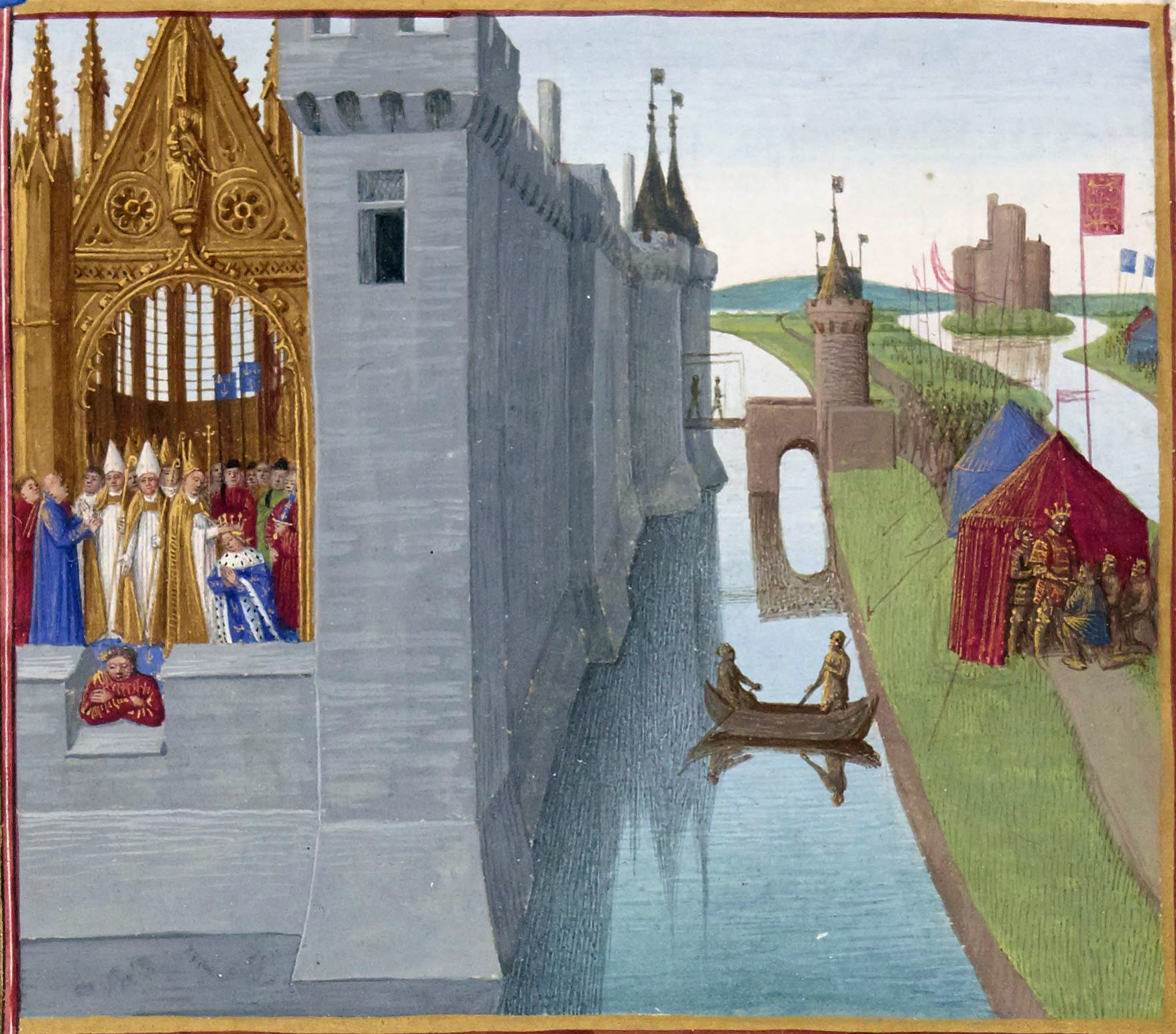
Couronnement de Louis VI le Gros
Grandes Chroniques de France
Bibliothèque nationale de France, Paris.

Sur la miniature du Couronnement de Louis VI, on peut observer une « perspective aérienne », qui fait ressortir les effets atmosphériques. Ce tableau rappelle l'arrière-plan de La Vierge du chancelier Rolin, peint en 1435, où Van Eyck utilisa un paysage dans lequel les reflets se projettent vers le spectateur. Dans les deux cas, les ponts se répètent dans l'eau, ainsi que, dans la miniature, le château. On remarquera aussi, dans les deux œuvres, les personnages qui se penchent au-dessus des créneaux.

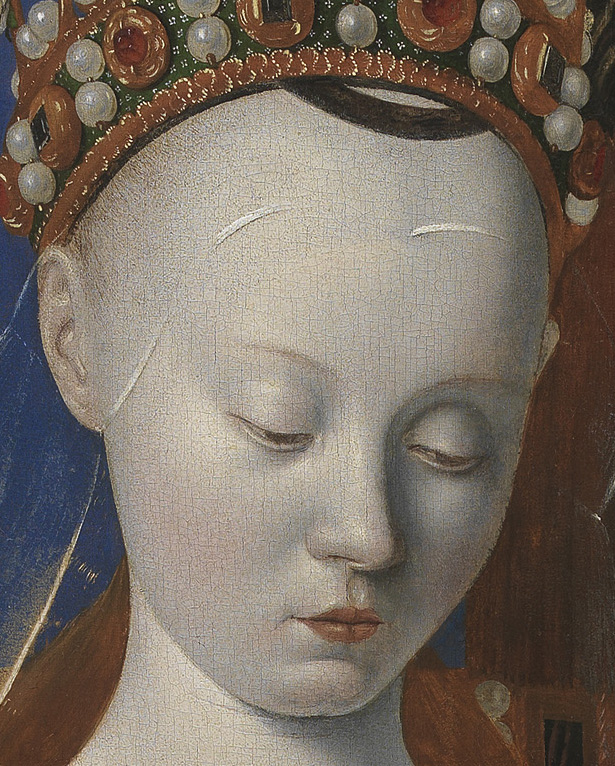
Détail de la Vierge du Diptyque de Melun
musée royal des Beaux-Arts, Anvers.

Comme on l'a déjà signalé, la « perspective aérienne » est obtenue via un dégradé de couleurs vers des gris bleutés pour les objets les plus lointains, technique que l'on peut observer dans ce tableau : en s'éloignant, le mur latéral du château présente jusqu'à cinq dégradés de bleu ; les reflets du mur dans les eaux du fossé s'estompent ; le bleu de l'eau du fossé tire vers le blanc et le même effet s'observe sur le ciel ; les reflets du pont sont plus légers que ceux de la barque ; la tour du pont est d'un marron plus soutenu que celui du château du fond ; jusque dans les verrières de la chapelle, où le ciel est plus blanchâtre. L'observateur a la sensation de palper l'air.
Dans ce détail Diptyque de Melun, on remarque que le visage de la Vierge est ovoïde et que l'éclairage le divise en deux parties, l'une réduite avec de fortes ombres et reliefs, l'autre plus étendue, pratiquement sans ombre, avec un rendu lisse. Le modelé n'est pas continu : les surfaces à droite sont très accentuées, diminuent en allant vers la gauche puis disparaissent. Jusqu'à des zones à gauche qui devraient avoir des ombres et que le peintre a délibérément oubliées. Il réussit de la sorte à mettre en opposition les deux parties du visage, l'une en pleine lumière à l'aspect lisse, qui contraste avec la tension et la profondeur qui animent l'autre, restée dans l'ombre. On remarquera aussi comment est traité le regard, avec des paupières pratiquement fermées, et les trois zones de lumière sur celles-ci ainsi que sur les lèvres.

## Influences flamandes et italiennes
Jean Fouquet porta une grande attention aux innovations des peintres flamands, qu'il incorpora à sa propre technique. Il connut, analysa et assimila les recueils de gravures flamandes qui circulaient dans les ateliers des miniaturistes français.
Deux exemples permettent de comprendre comment il s'imprégna de l'influence des autres peintres. Ainsi, dans son portrait perdu du pape Eugène IV, s'inspira-t-il du Timothée de Van Eyck. Celui-ci avait terminé son tableau la même année que L'Agneau mystique, et il était dans la plénitude de son art. Sur un fond noir, cet homme est illuminé depuis la gauche ; il s'appuie contre un rebord de pierre gravé, figuré en trompe-l'œil. La main droite est en raccourci et le coude dépasse hors du tableau.
Sur la copie du tableau perdu du pape, on note que le trompe-l'œil est plus réduit et n'a presque pas d'épaisseur. L'artiste l'a défini avec sur le haut une ligne de lumière qui contraste avec l'ombre du bras gauche qui se lève légèrement, ce qui donne une impression de profondeur. La main droite ne s'avance pas hors du tableau, comme chez Van Eyck mais apparaît aussi en raccourci avec la partie du bras qui se voit. Le corps du pape est plus grand, mais sa tête plus réduite. Les deux personnages ont la même tranquillité, avec des regards profonds. Cependant, dans le cas du pape, on devine une personnalité plus complexe : ce rictus qui marque le sérieux chez Eugène IV est rendu en marquant la rigidité des muscles du visage et au travers d'un modelé intense de lumières et d'ombres. Le résultat est un tableau totalement différent.
Dans le second cas, on compare la miniature de la Crucifixion des  Heures d'Étienne Chevalier avec un tableau de Van Eyck et un autre de Fra Angelico qui l'ont inspiré : les spécialistes soulignent en particulier l'influence du second.
La Crucifixion de Van Eyck a une taille réduite - 56,5 cm sur 19,7 cm - et forme le pendant d'un Jugement dernier. Aux pieds des croix se presse une foule à pied et à cheval : les personnages sont vêtus comme les contemporains de Van Eyck, avec des manteaux doublés de fourrure. Une perspective aérienne aide à traiter le fond. Au premier plan se trouve un groupe de femmes éplorées, la Vierge et saint Jean.

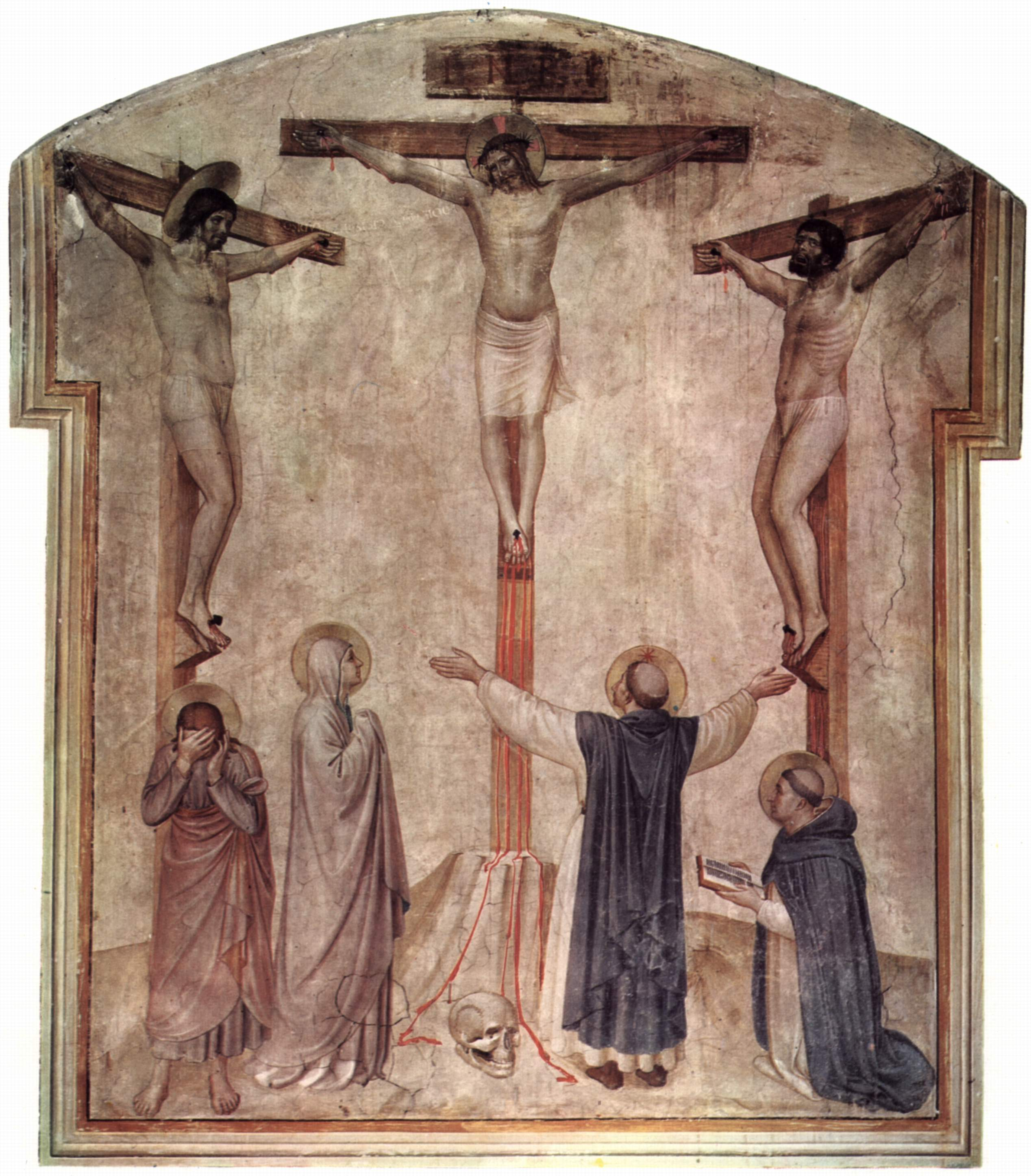
La Crucifixion, Fra Angelico,1437/1446, couvent San Marco, Florence.
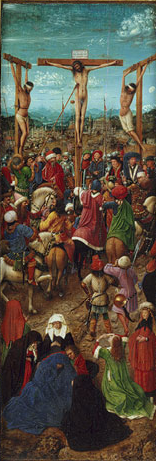
La Crucifixion, Jan van Eyck, 1426, Metropolitan Museum of Art, New York.
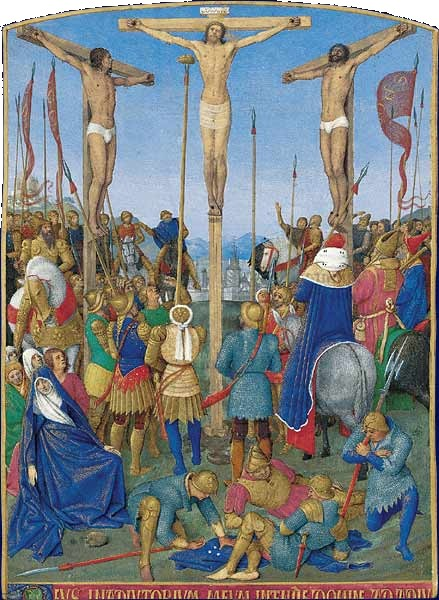
Heures d'Étienne Chevalier, Jean Fouquet, 1452/1460, Musée Condé, Chantilly.

Jean Fouquet a construit un tableau à la fois similaire et différent. Il y a de nombreuses similitudes : la Vierge vêtue de bleu et saint Jean de rouge se tiennent au premier plan, bien qu'il les ait représentés regardant le Christ ; le saint Jean de Fouquet ressemble beaucoup à celui de Van Eyck ; les chevaux sont moins nombreux dans la peinture du Français, mais tout aussi bien rendus ; la cape du cavalier avec sa fourrure apparaît sur les deux tableaux, sans être exactement la même ; les lances pointées vers le ciel font ressortir la perspective chez Fouquet qui les a placées de façon décroissante ; le vêtement d'un des soldats de dos est brun clair dans les deux images, avec la ceinture de l'épée, et son bras est dans la même position ; la zone de la croix est libre de personnages pour ouvrir la vue sur la ville et les montagnes ; enfin, Fouquet aussi utilise une perspective aérienne. Cependant, il donne à son tableau un ton général bleu, tandis que celui de Van Eyck est rouge.
Jean Fouquet dut connaître la fresque de Fra Angelico et admirer l'extraordinaire disposition des croix et des crucifiés. Avec des moyens très limités, grâce à la position des poutres transversales, il réussit à créer un effet de profondeur, accentué par le raccourci appliqué aux bras des deux larrons. En outre, les croix sont placées très haut, ce qui provoque une nette séparation entre les crucifiés et ceux qui les ont accompagnés. Fouquet utilise la même technique : il élève les croix de sorte qu'elles ressortent particulièrement bien dans le bleu du ciel, en particulier celle du Christ.

## Œuvres
Aucune œuvre n'est formellement attribuée à Jean Fouquet sur la base d'un document historique ou d'une signature. Les œuvres qui lui sont attachées le sont uniquement sur une base stylistique établie au XIXe siècle  à partir d'une inscription retrouvée dans un manuscrit des Antiquités judaïques (BnF, Mss., Français 247). Cependant, ces attributions sont régulièrement remises en cause par les historiens de l'art. Ainsi, en 2003, le conservateur de la Bibliothèque nationale de France François Avril a proposé de réattribuer un grand nombre d'œuvres enluminées non à Fouquet mais à son collaborateur et peut-être son fils, le maître du Boccace de Munich. C'est le cas des miniatures des Antiquités judaïques elles-mêmes, dont le style est plus lourd et la touche « infiniment moins fouillée et raffinée » que dans celles des Heures d'Étienne Chevalier. L'inscription du nom de Fouquet est en effet tardive (une vingtaine d'années après sa mort) et pourrait être erronée. Cette nouvelle attribution a suscité l'adhésion des autres spécialistes de la question.

### Portraits
Les portraits de Jean Fouquet, base de son travail artistique, montrent sa capacité à traduire la personnalité de ses modèles. À cette époque le portrait, jusqu'alors peu répandu, se convertissait en un genre majeur, et de religieux devenait profane. Dès lors, on chercha à faire apparaître la psychologie des modèles.
Dans le portrait de Charles VII, vers 1450-1455 (Paris, musée du Louvre), il peignit le roi de trois-quarts et entouré de rideaux. Il suivit en cela la tradition française de représenter le souverain sans les attributs de son rang, pas plus que sous les attributs d'un donateur, formule qui avait déjà été employée un siècle auparavant dans le portrait de Jean le Bon.

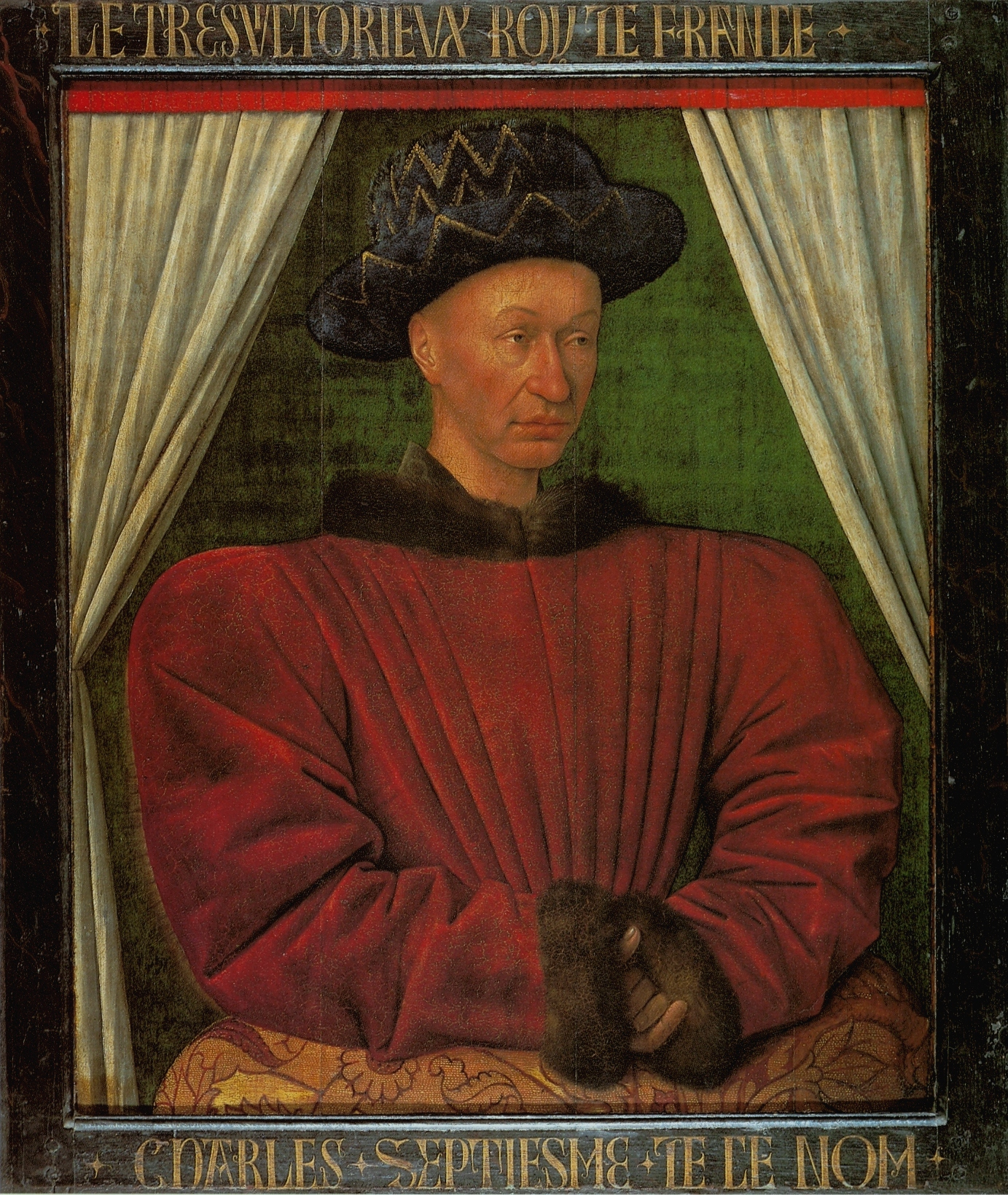
Portrait du roi Charles VII, Musée du Louvre, Paris.
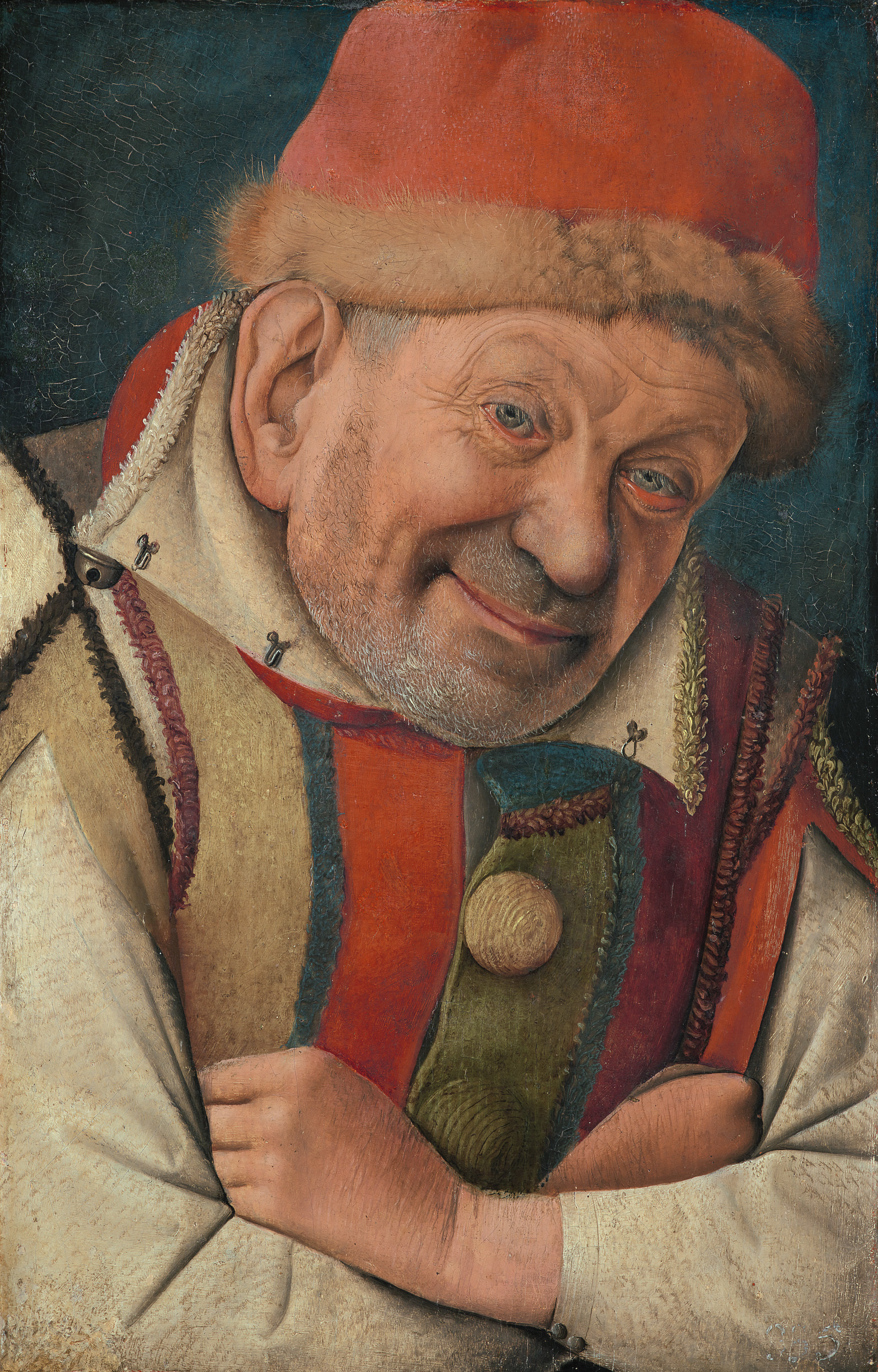
Portrait du bouffon Gonella, Kunsthistorisches Museum, Vienne.
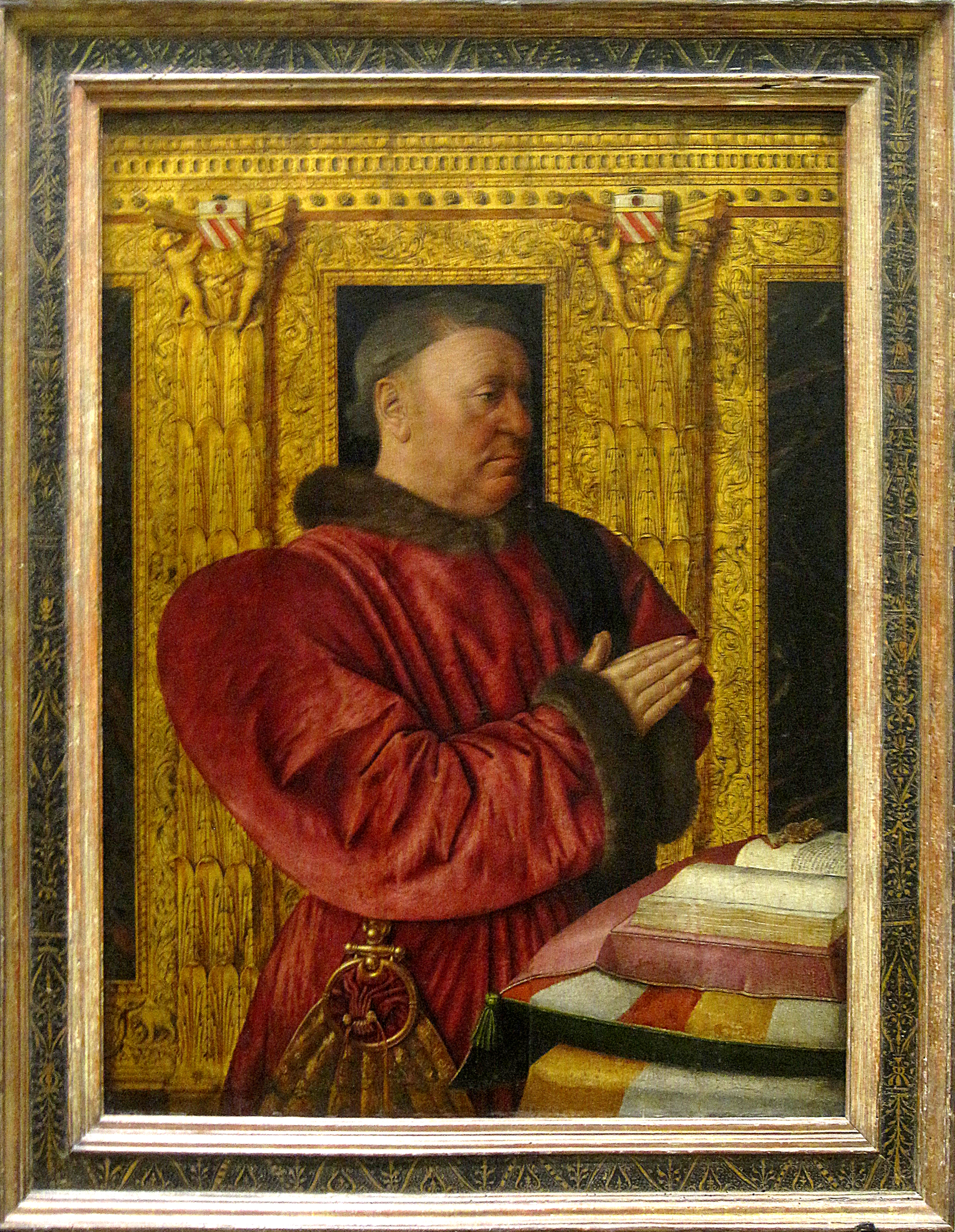
Portrait de Guillaume Jouvenel des Ursins, Musée du Louvre, Paris.

Dans le portrait du bouffon Gonella (Vienne, Kunsthistorisches Museum) peint en Italie, il représenta le personnage dans un premier plan rapproché, une grande partie du corps étant rejetée hors du tableau ; il avait concentré toute l'attention du spectateur sur le visage, grâce à quoi il sut transmettre magistralement la profonde humanité du modèle. Longtemps attribué à Van Eyck, et même à Brueghel, Otto Pächt est le premier à avancer le nom de Fouquet, mais cette attribution ne fait pas encore l'unanimité.
Sur la copie du portrait disparu du pape Eugène IV, exécuté à Rome, il avait représenté le souverain pontife en buste et avait concentré ses efforts sur le rendu psychologique du modèle, homme puissant, à la fois concentré et énergique.
Dans son autoportrait (Paris, musée du Louvre), il nous présente le visage d'un homme jeune, légèrement penché, sûr de lui, dirigeant un regard ferme vers le spectateur. Il s'agit d'un médaillon de cuivre émaillé d'un diamètre de 6,8 cm qui révèle sa maîtrise d'autres techniques picturales, et probablement l'importance qu'il attribuait au Diptyque de Melun duquel le portrait faisait partie avant la Révolution.
Vers 1465, il exécuta le portrait du chancelier de France Guillaume Jouvenel des Ursins (Paris, musée du Louvre) : il formait le volet gauche d'un diptyque ou d'un triptyque dont la partie droite s'est perdue. Le commanditaire, représenté en prière, placé de trois-quarts, occupe un espace important dans le tableau. Mais contrairement au portrait d'Étienne Chevalier, dans le Diptyque de Melun, il n'apparaît pas accompagné de son saint patron : le sujet a nettement perdu son caractère religieux. Jean Fouquet a surtout tenté de transmettre une idée de noblesse et de bonté chez son modèle ; il s'est ensuite efforcé de souligner le haut rang du chancelier ; c'est par les vêtements, la bourse qui pend à sa ceinture, le coussin et les pilastres dorés que le peintre a rendu sa richesse.

### Diptyque de Melun

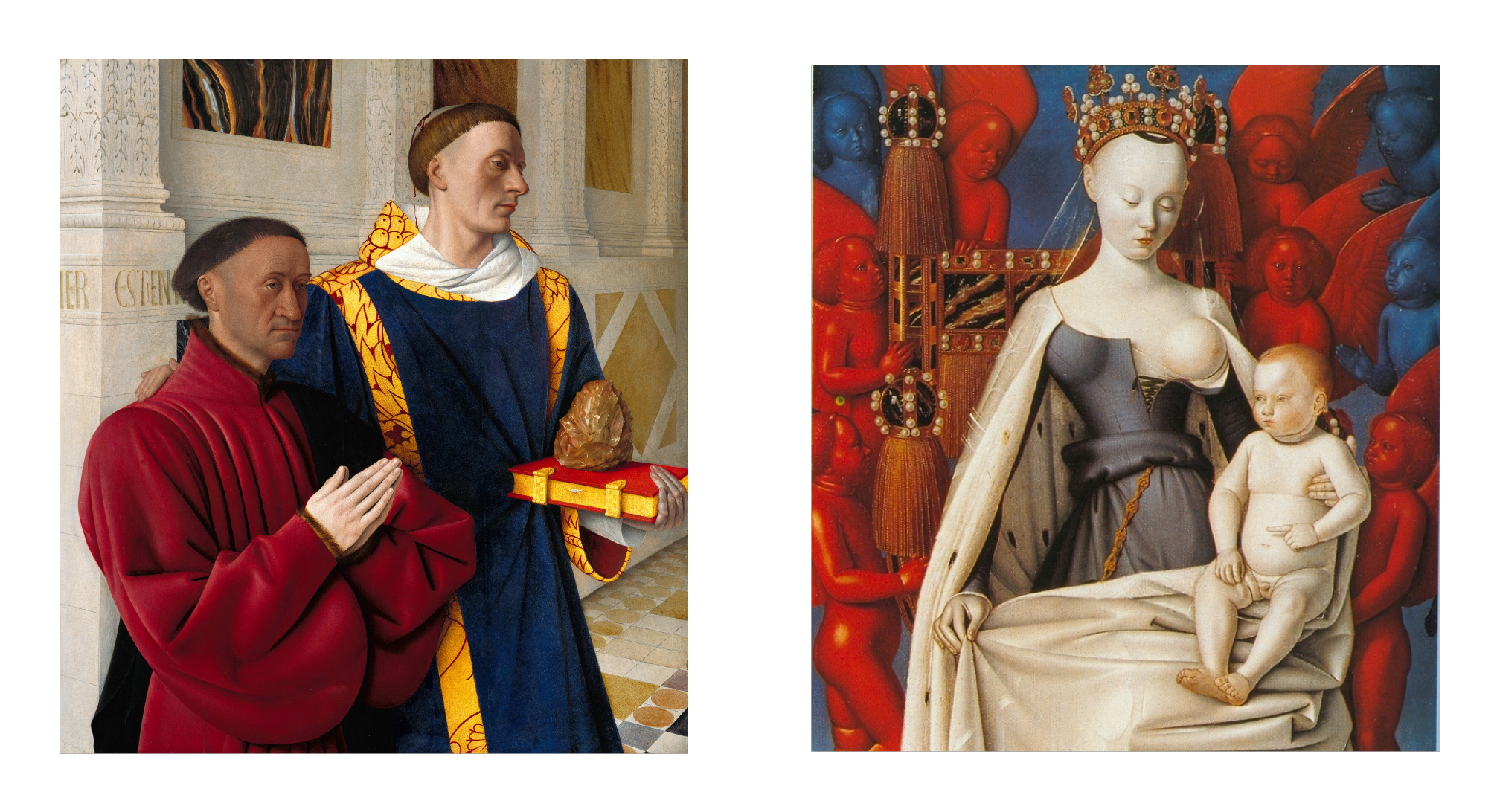
Le Diptyque de Melun, à gauche : Étienne Chevalier et saint Étienne - Gemäldegalerie, Berlin. À droite : la Vierge et l'Enfant - musée royal des Beaux-Arts, Anvers.

Le Diptyque de Melun est un tableau votif peint vers 1452-1458, pour le compte d'Étienne Chevalier, trésorier du roi de France Charles VII, autrefois conservé au-dessus de son tombeau à la collégiale Notre-Dame de Melun. Le diptyque est conservé dans la même église jusqu'au XVIIIe siècle avant d'être vendu sans doute dans les années 1770 et dispersé. Les deux panneaux sont aujourd'hui conservés au musée des Beaux-Arts d'Anvers pour le volet droit, et à la Gemäldegalerie de Berlin pour le volet gauche ; l'autoportrait de Jean Fouquet est conservé au musée du Louvre.
Le tableau était composé de deux panneaux, formant un diptyque, se refermant sur eux-mêmes. Le volet de droite représente une Vierge à l'Enfant allaitante entourée d'anges, tandis que le volet de gauche représente le donateur présenté par saint Étienne, son saint patron. Les historiens de l'art hésitent sur le sujet précis de l'œuvre : pour les uns, il s'agirait du donateur en prière devant une Vierge allaitante alors que pour d'autres, il s'agirait d'une représentation d'Étienne Chevalier appelant à l'intercession de la Vierge qui lui apparait avant la mort. Les panneaux étaient entourés d'un cadre de bois recouvert de velours bleu ponctué de médaillons en émail peint représentant sans doute des épisodes de la vie du saint patron, ainsi que d'un autoportrait du peintre, valant signature. Au nombre d'une quinzaine, un seul autre médaillon était connu mais il a aujourd'hui disparu. Dans cette huile sur bois, il a représenté sur le panneau droit une Vierge rappelant la statuaire mais avec un enfant Jésus et un traitement des matières rappelant les primitifs flamands. Selon la tradition, ses traits auraient été empruntés à ceux d'Agnès Sorel, la maîtresse du roi. Dans le panneau de gauche, la décoration architecturale et la figure de saint Étienne rappellent la peinture italienne de son époque. Cette œuvre a influencé aussi bien les peintres de son époque que les artistes contemporains.

### Pietà de Nouans

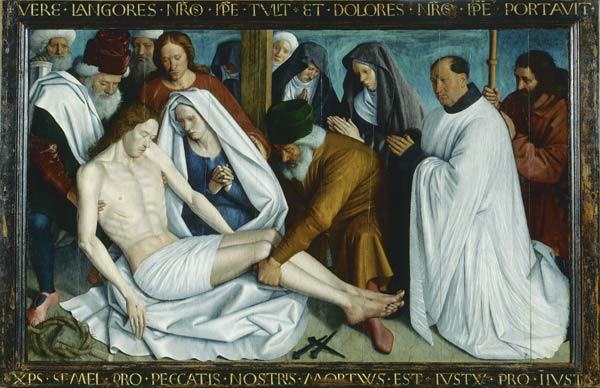
Pietà de Nouans, église de Nouans-les-Fontaines (France).

Ce tableau est le seul retable conservé du peintre mais aussi le plus grand tableau de tous (168 × 259 cm avec le cadre). Il a été identifié très tardivement dans les années 1930 et est toujours conservée dans son église d'Indre-et-Loire. Son commanditaire, représenté sur le tableau n'est pas identifié et sa datation est sujette à discussion. Selon Charles Sterling, il s'agirait d'une œuvre tardive dans laquelle l'atelier aurait beaucoup contribué, selon Christian de Mérindol, il s'agirait au contraire d'une œuvre très ancienne, du tout début des années 1450 et commandé par Jacques Cœur pour son hôtel de Bourges mais sans expliquer la présence d'un clerc sur le tableau. François Avril préfère le dater vers 1460 avec quelques ajouts postérieurs.
Le tableau ne représente pas tout à fait la Pietà mais la scène immédiatement précédente où Joseph d'Arimathie et Nicodème déposent le corps du Christ sur les genoux de la Vierge. Fouquet met en œuvre une composition très originale qui ne connait aucun équivalent à l'époque, si ce n'est peut-être dans une descente de croix d'Hugo van der Goes partiellement conservée au Christ Church college d'Oxford. Il use d'une géométrie très stricte faite de croisements de lignes autour du corps du Christ qui forme un triangle avec la tête de saint Jean. Le tableau se distingue aussi par ses jeux de couleurs dans les drapés ainsi que dans ses jeux de lumière, celle-ci venant inhabituellement de la droite. Autant le coup de pinceau est assuré pour les personnages centraux comme le donateur, autant il est plus hésitant sur la tête de saint Jean qui cache un repentir, Joseph d'Arimathie qui est presque brouillé ainsi que pour les personnages au turbans qui pourraient être de la main d'un collaborateur.

### Miniatures
Fouquet est sans doute enlumineur de formation et c'est dans ce domaine que sont conservés le plus grand nombre de ses œuvres. À la suite des réattributions récentes, neuf manuscrits font encore consensus pour conserver au moins une miniature de Fouquet. Sept autres sont attribués directement à son collaborateur, le Maître du Boccace de Munich.

#### Heures d'Étienne Chevalier
Il s'agit d'un ancien livre d'heures daté entre 1452 et 1460, aujourd'hui dispersé et en partie détruit. Seuls 49 feuillets contenant 47 miniatures subsistent, dispersés dans huit lieux de conservation différents en Europe et aux États-Unis. Quarante de ces feuillets sont conservés au musée Condé à Chantilly (ms. 71). Il est commandé par Étienne Chevalier, trésorier du roi Charles VII pour qui il peint au même moment le Diptyque de Melun. Comme dans ce dernier, il reprend d'ailleurs la présentation du commanditaire à la Vierge à l'Enfant par son saint patron entourés d'anges, disposés sur une double page. L'ensemble de l'ouvrage, bien que sa reconstitution exacte soit complexe, présente des cycles originaux d'illustrations de la vie du Christ, de la Vierge et de vies de saints, qui se retrouvent rarement dans d'autres manuscrits de cette époque. Chaque miniature constitue un petit tableau en soi, utilisant pour la première fois la totalité de la page pour déployer l'illustration, le texte y étant cantonné à une petite fenêtre ou à un simple bandeau. Elles contiennent des mises en page novatrices et font preuve d'une grande maîtrise de la géométrie et de la perspective, dans leur composition. En outre, un grand nombre d'édifices et de paysages de la fin du Moyen Âge, de Paris ou d'ailleurs, y sont représentés avec un grand réalisme. Par ailleurs, autre miniature célèbre, Fouquet, dans l'Adoration des mages, donne l'apparence du roi Charles VII à l'un des mages.

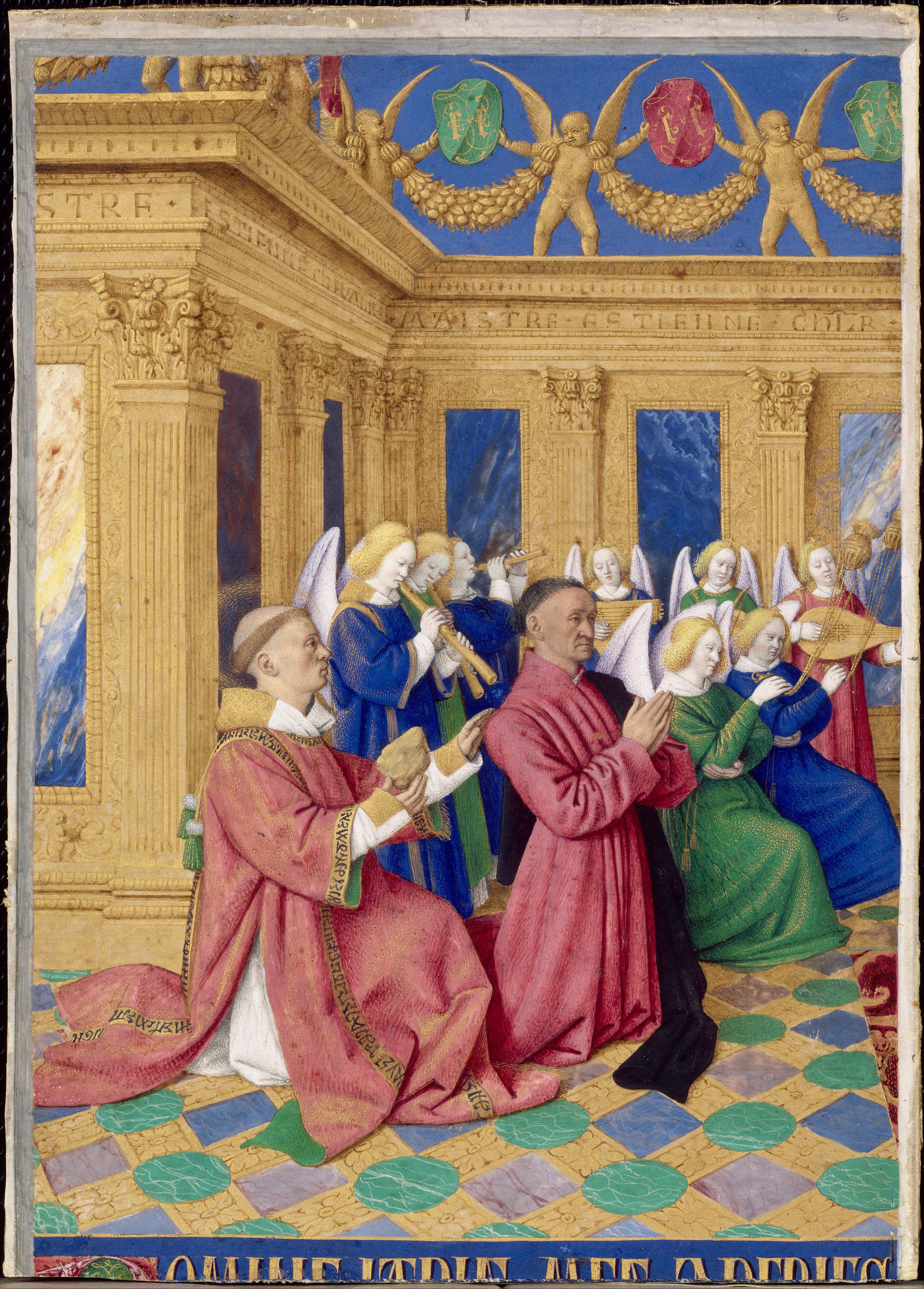
Présentation d'Étienne Chevalier
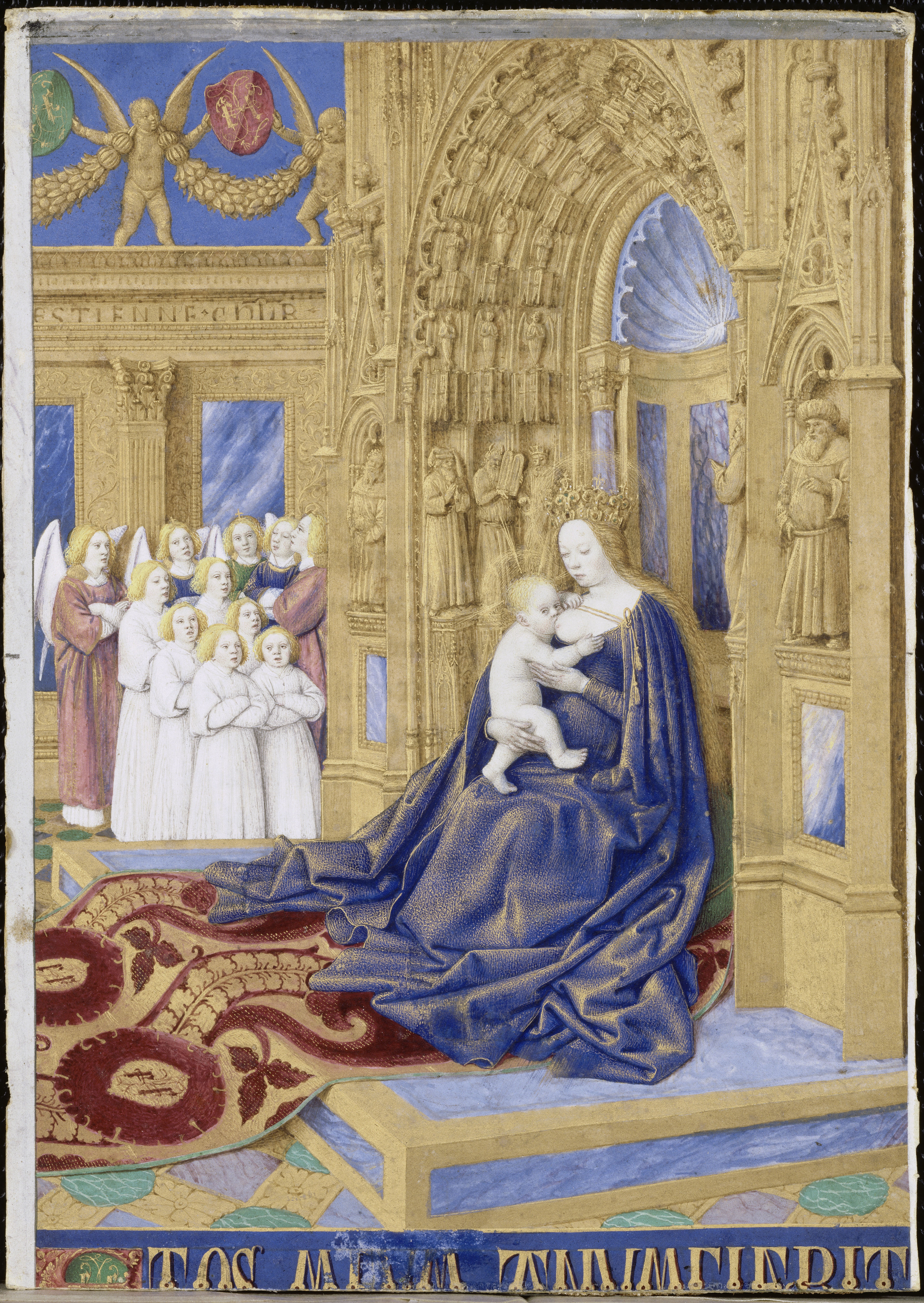
à la Vierge à l'Enfant
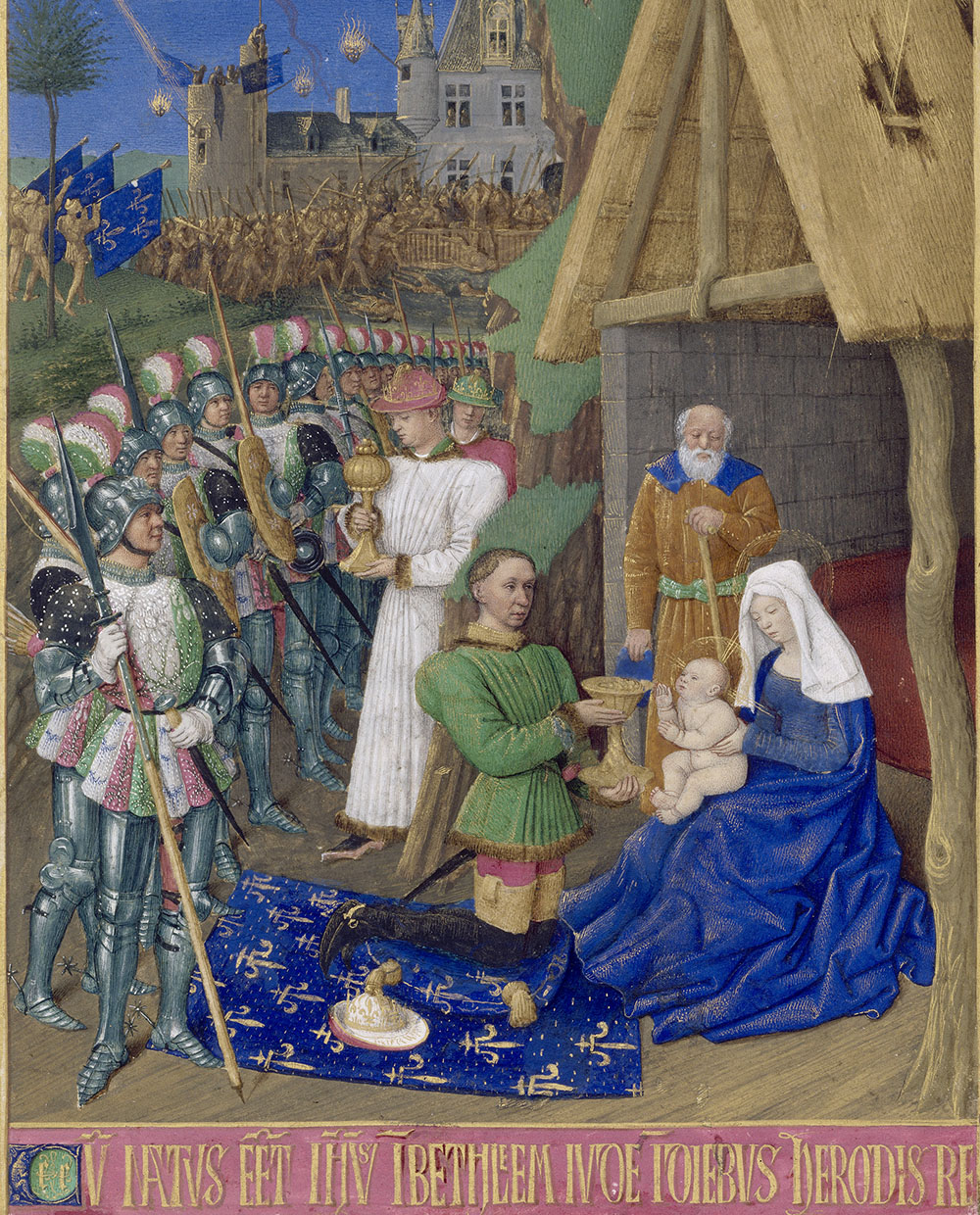
L'adoration des mages, Musée Condé
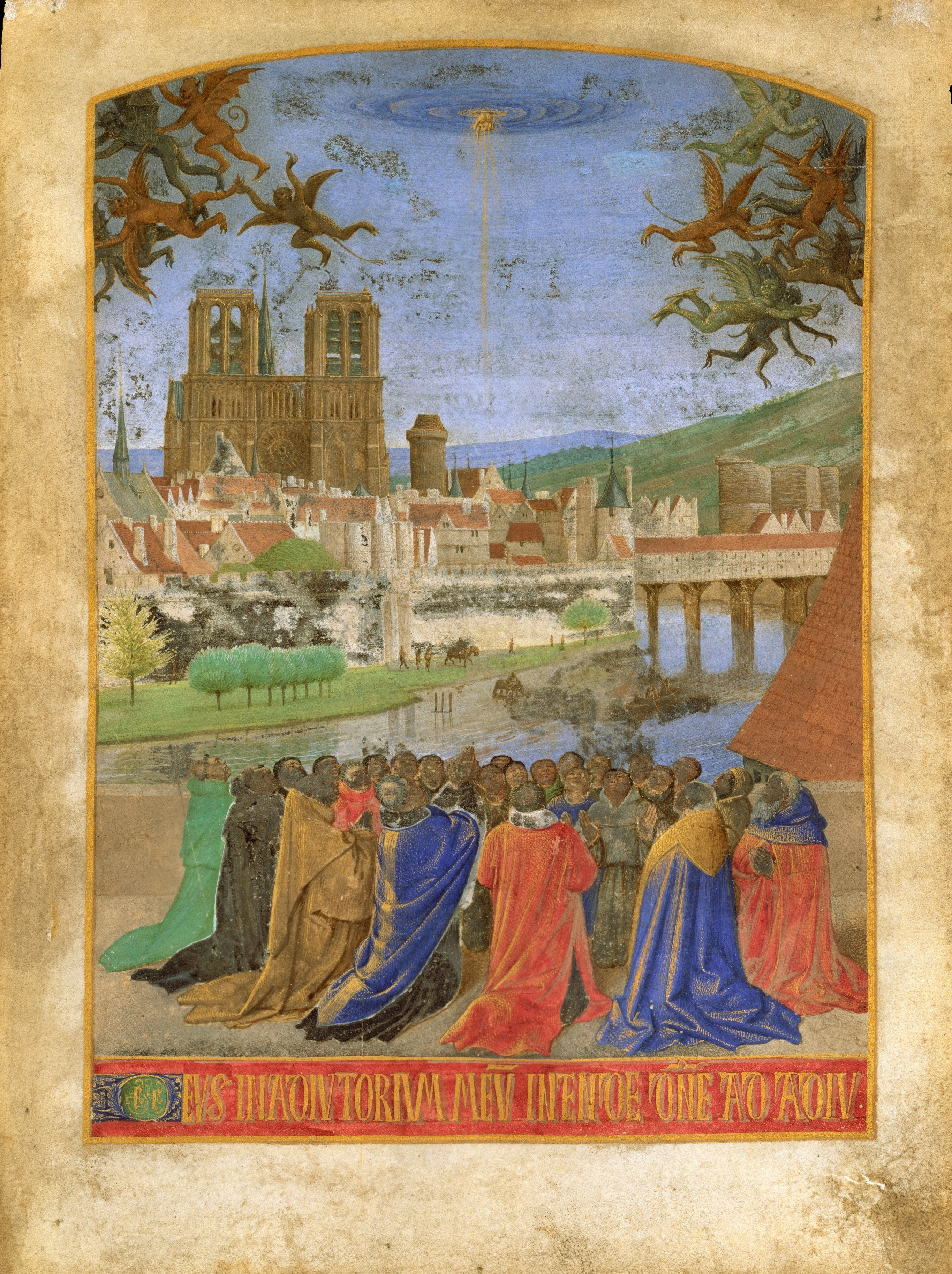
Descente du Saint-Esprit, avec en fond l'île de la Cité, Metropolitan Museum of Art

#### LesGrandes Chroniques de France
Le nom du commanditaire du manuscrit est inconnu mais la qualité de la réalisation semble indiquer une origine royale et peut-être Charles VII lui-même qui était connu pour son goût pour l'histoire. Le manuscrit écrit pour la première partie sans doute dès les années 1415-1420, a été complété et illustré de 51 miniatures sans doute dans les années 1455-1460.
Fouquet n'a pas choisi l'emplacement des miniatures mais a dû se plier aux espaces ménagés dans le texte par les scribes. Il se retrouve ainsi contraint de représenter fréquemment des cérémonies de couronnement et de sacre. Sont très souvent mis en avant les relations avec l'Angleterre et le thème de la croisade, dans le contexte de la chute de Constantinople en 1453. Pour chaque miniature, il met en œuvre une composition stricte usant du nombre d'or pour disposer ses personnages constituant à chaque fois un petit tableau autonome. Il utilise fréquemment des décors topographiques réalistes qu'il tire de ses propres connaissances. C'est le cas par exemple du Sacre de Charlemagne qu'il représente dans l'antique basilique vaticane qu'il a lui-même visité sans doute lors de son séjour à Rome. Il fait de même avec des vues de Paris, Orléans, Tours.

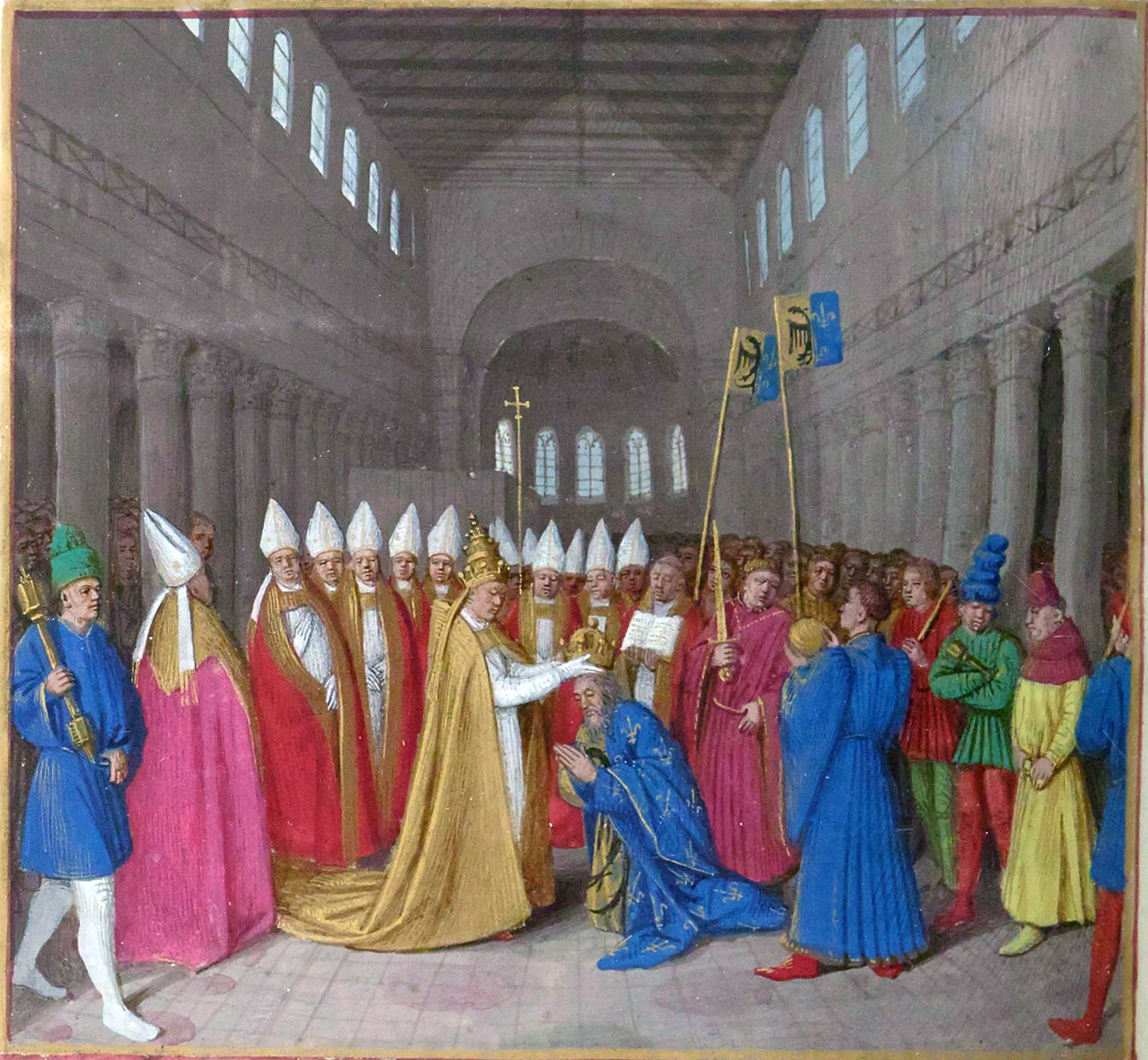
Le sacre de Charlemagne, f.89v.
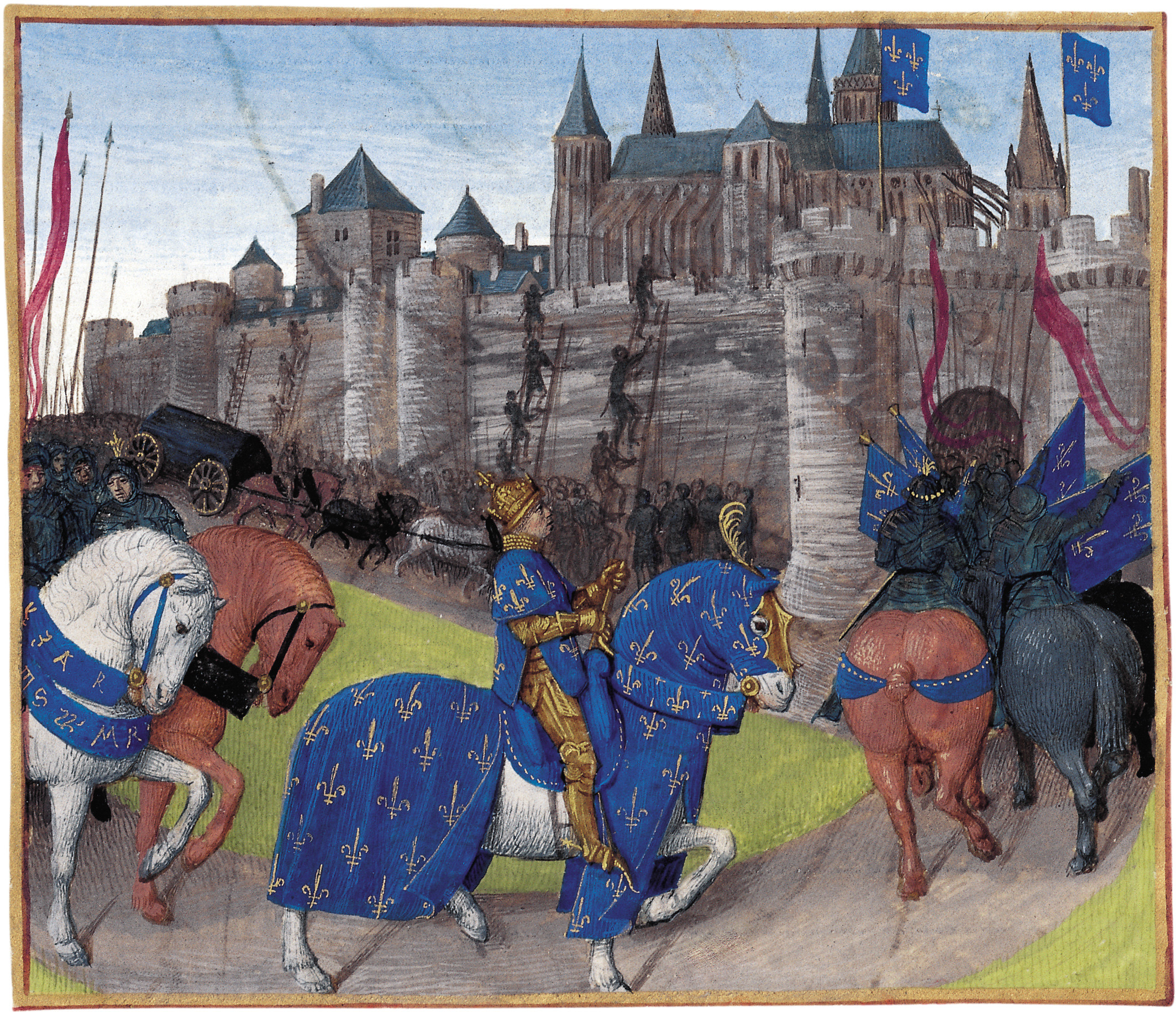
La prise de Tours en 1189, f.223.
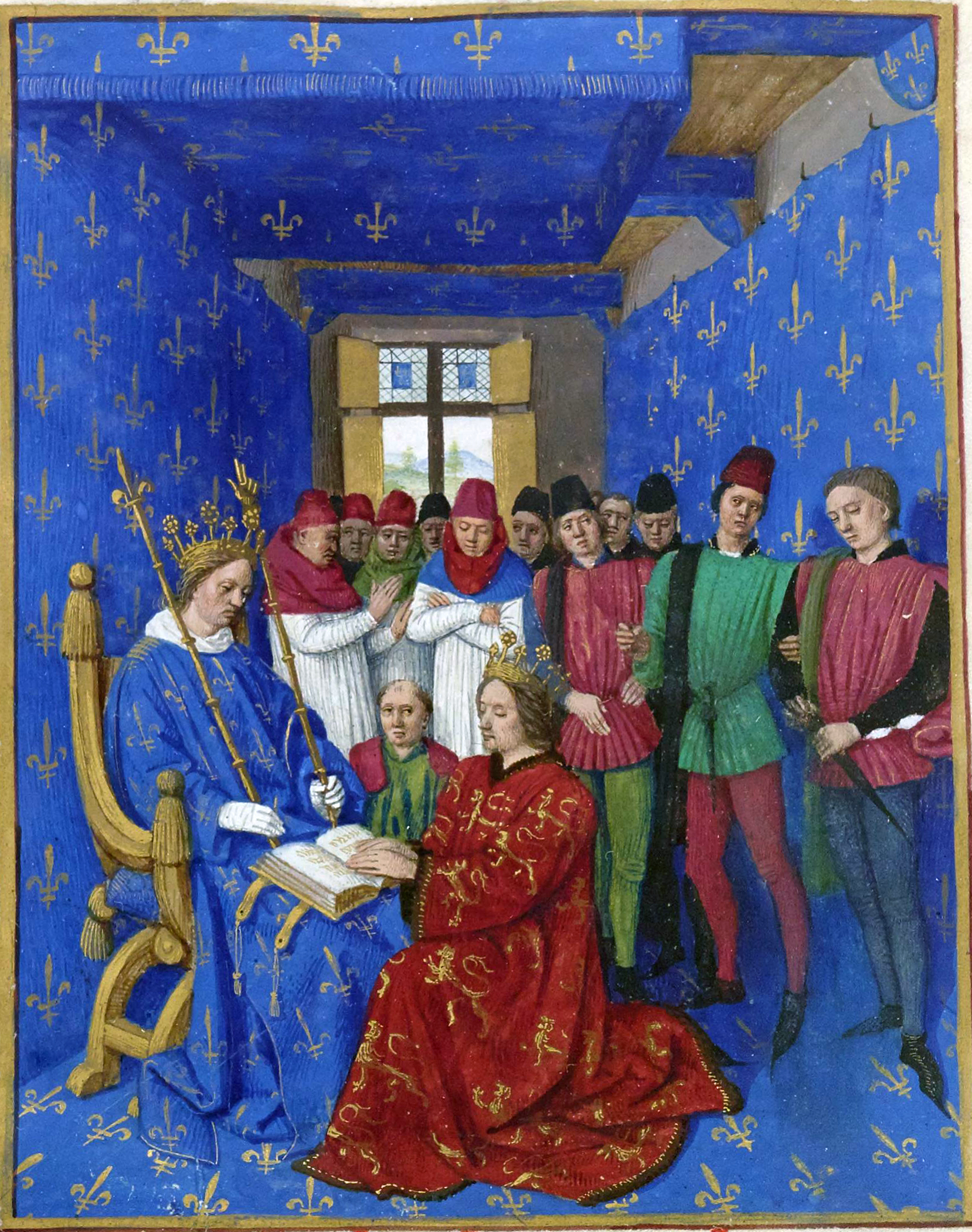
Hommage d'Édouard Ier à Philippe IV le Bel, f.301v.
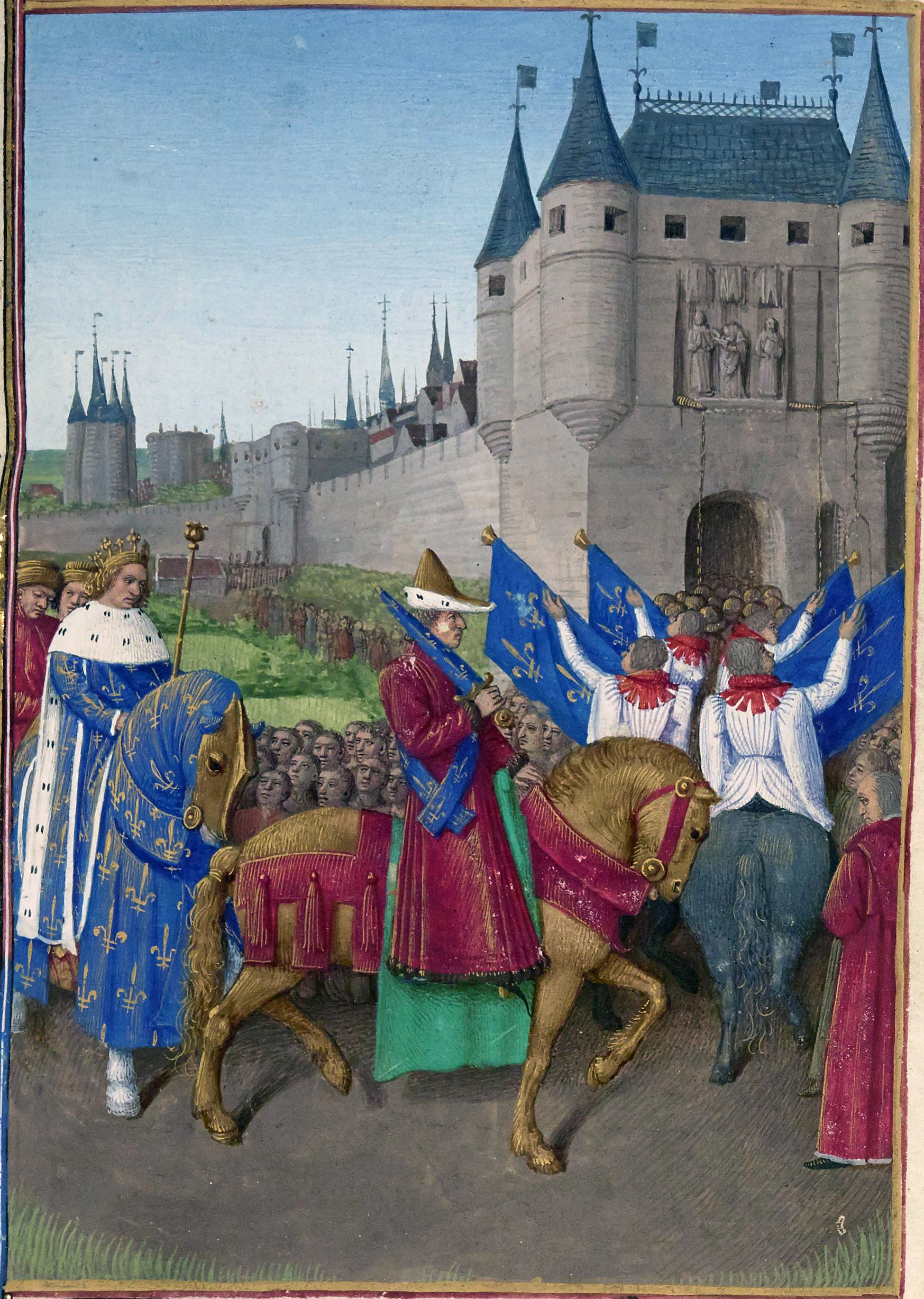
Entrée de Charles V le Sage à Paris le 13 mai 1364, f.417.

#### Autres miniatures attribuées à Fouquet
Parmi les autres manuscrits dans lesquels sont reconnus des miniatures de la main de Fouquet, se trouvent trois autres livres d'heures : un livre d'heures à l'usage d'Angers daté des années 1450 qui contient une miniature représentant saint François d'Assise recevant les stigmates devant un chanoine, les Heures de Simon de Varye dans lesquelles Fouquet a peint six miniatures et les Heures de Jean Robertet dans lesquelles on en trouve neuf. On reconnait sa main dans le frontispice du manuscrit des statuts de l'ordre de Saint-Michel, ainsi que dans au moins quatre des cinq miniatures d'un ancien manuscrit de l'Histoire ancienne jusqu'à César et Faits des Romains aujourd'hui dispersées. François Avril pense identifier sa main dans une miniature de l'Armorial de Gilles Le Bouvier (BNF, Mss., Français 4985) ainsi que dans la miniature du lit de justice de Vendôme dans le Boccace de Munich (BSB, Cod. Gall. 6).

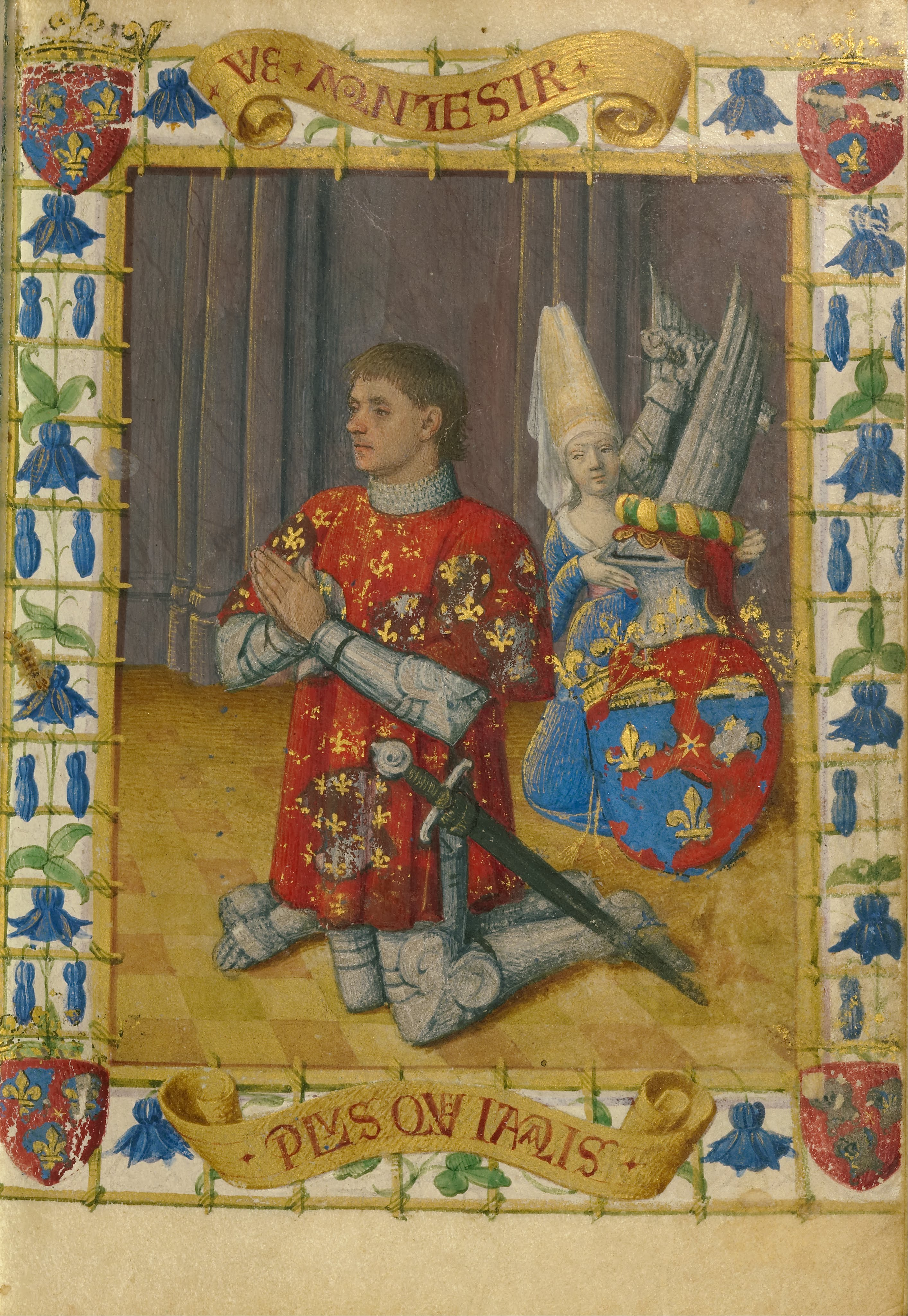
Heures de Simon de Varye, le donateur agenouillé.
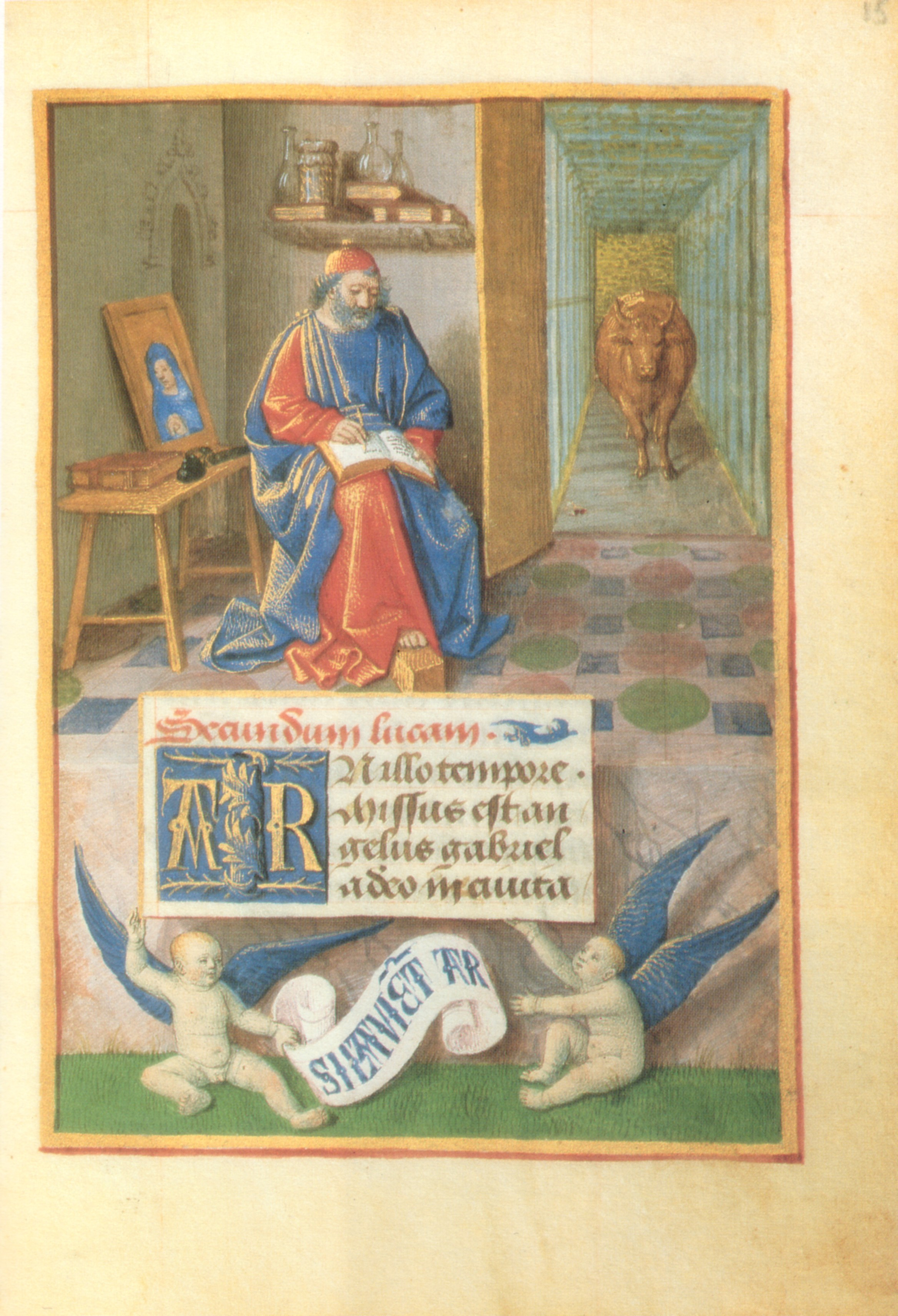
Heures de Jean Robertet, saint Luc.
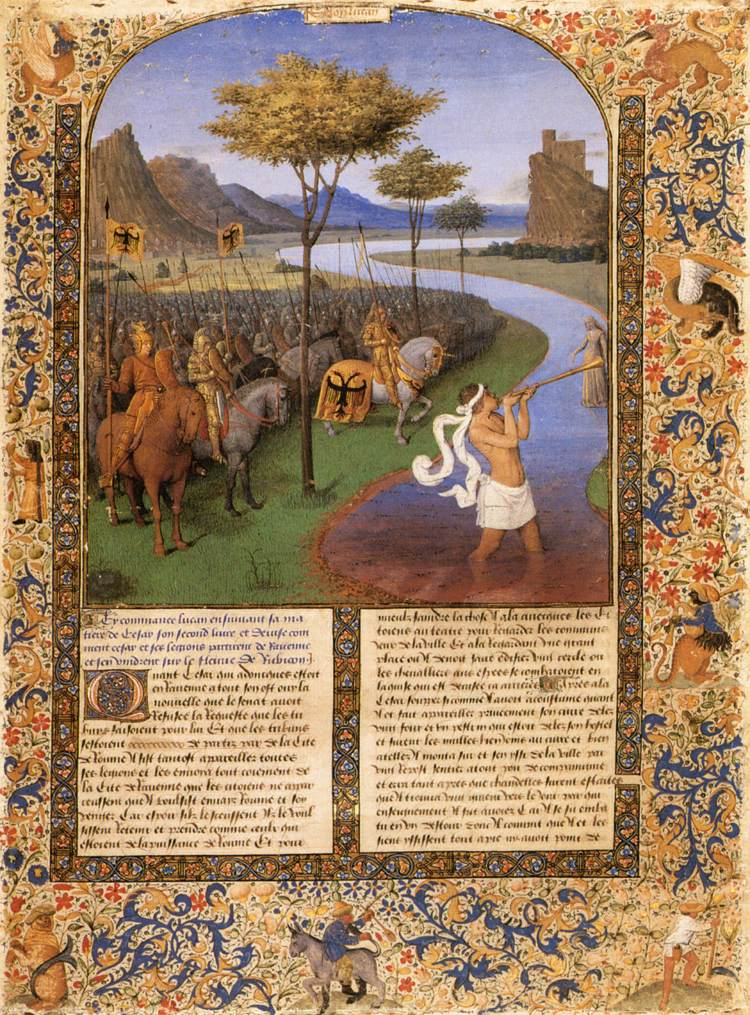
Histoire ancienne jusqu'à César et Faits des Romains, César franchissant le Rubicon.
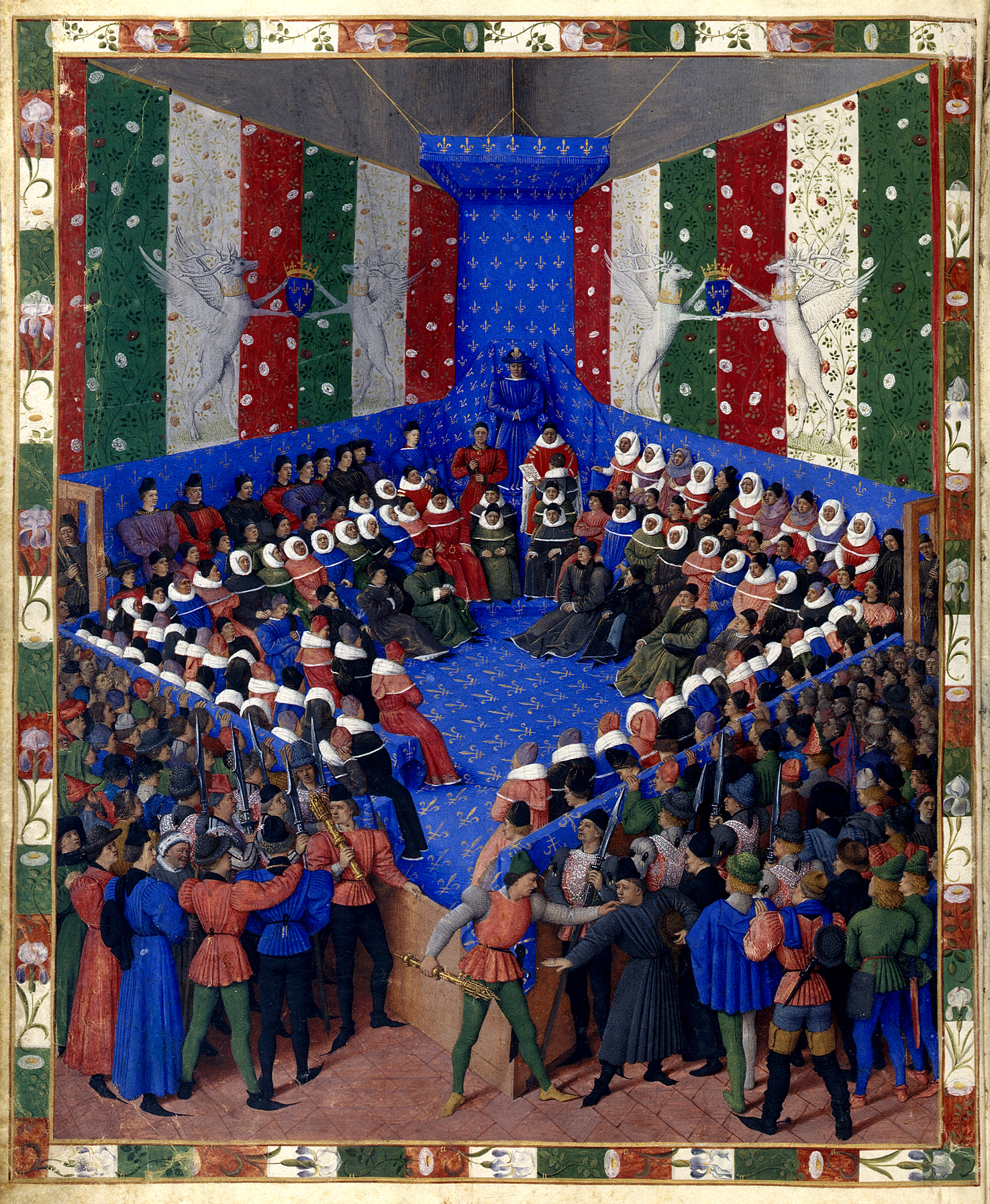
Le Lit de justice de Vendôme, le Boccace de Munich

### Les dessins
Trois dessins sont généralement considérés comme autographes de Fouquet : il s'agit de trois portraits, représentés presque grandeur nature. Ces œuvres sont d'autant plus rares qu'il existe très peu de dessins français datés du XVe siècle. Le premier est un dessin préparatoire du portrait de Guillaume Jouvenel des Ursins conservé au Kupferstichkabinett de Berlin. Il représente la tête du personnage dessinée sans doute sur le vif en utilisant une technique inédite pour l'époque mettant en œuvre quatre pierres différentes et le pastel. Cette technique lui permet de donner un aspect vivant à son portrait. Le second, conservé au Metropolitan Museum of Art de New York est le portrait d'un légat du pape. Son identité précise est inconnue, même si on y voit parfois le cardinal Guillaume d'Estouteville. La plupart des historiens de l'art pensent qu'il n'y a que Fouquet pour être capable de représenter de manière aussi fidèle le caractère d'une personne en France à cette époque. Le troisième dessin, qui ne fait pas consensus dans son attribution, est le portrait d'un homme au chapeau conservé au musée de l'Ermitage à Saint-Pétersbourg. Dessiné selon une technique et un style très proche du dessin de Berlin, il pourrait s'agir d'une représentation de Louis XI.

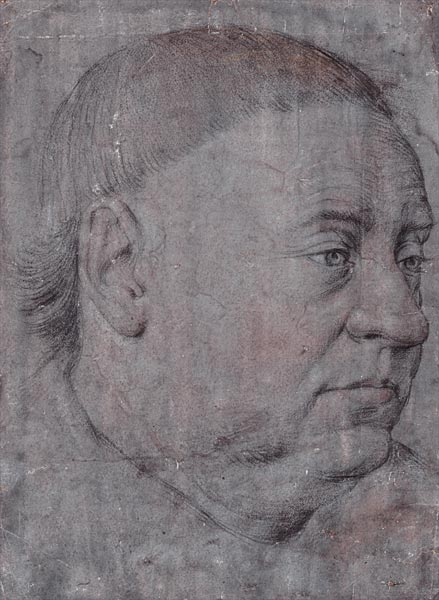
Portrait de Guillaume Jouvenel
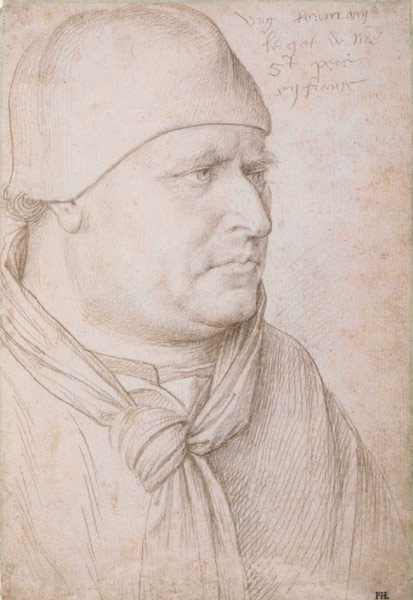
Portrait d'un légat du pape
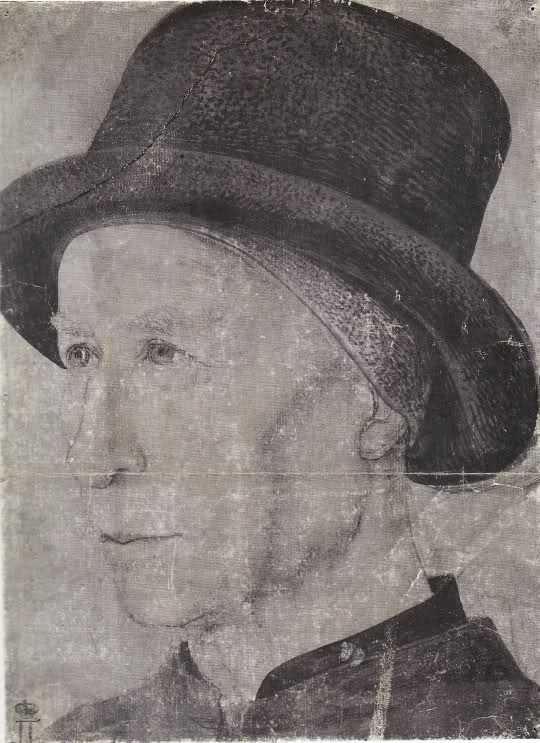
Portrait d'homme au chapeau

#### Monographies
- Guy Annequin, Jean Fouquet, prince des enlumineurs, Genève : Crémille, 1989
- François Avril, Jean Fouquet, peintre et enlumineur du XVe siècle ; catalogue de l'exposition., Paris, Bibliothèque nationale de France / Hazan, 2003, 432 p. (ISBN 2-7177-2257-2)
- Jacqueline Melet-Sanson, Fouquet, Henri Scrépel, coll. « De la peinture », 1977 (ISSN 0339-2090)
- Nicole Reynaud, Jean Fouquet : Les Heures d’Étienne Chevalier, Dijon, Faton, 2006, 280 p. (ISBN 2-87844-076-5)
- (de) Claude Schaefer, Jean Fouquet. An der Schwelle zur Renaissance, Dresde, Verlag der Kunst, 1994, 395 p. (ISBN 978-3-364-00306-1)

Roman historique:
- Charles Ofaire, Moi, Fouquet, peintre du roi : journal intime, Genève, Éditions Pierre Philippe, 2018 (ISBN 978-2-940602-17-9). (Critique du livre)

#### Ouvrages généraux
- Michel Laclotte, Primitifs français, Paris, Hachette, 1966
- (es) Francesca Castria Marchetti, La pintura renacentista, Madrid, Electa (Grijalbo Mondadori), 2000 (ISBN 84-8156-274-2)